# 2010年代のJRダイヤ改正
2010年代のJRダイヤ改正（2010ねんだいのジェイアールダイヤかいせい）では、2010年代にJRグループ各社線で行われた各ダイヤ改正について記す。
なお、JR東日本のBRT路線については気仙沼線・大船渡線BRTを参照のこと。

## 2010年（平成22年）

### 3月13日
北海道を除く各社でダイヤ改正が行われた。
新幹線
東海道・山陽新幹線
- 東海道・山陽間直通の定期「のぞみ」が全列車N700系に統一され、従来の700系は東海道区間の「のぞみ」は定期から臨時に格下げされ、「ひかり」・「こだま」に転用された。
- 「のぞみ」運用から500系が2月28日で運用を離脱し、編成両数が短縮された山陽区間の「こだま」に転用された。これにより、東海道区間の使用車種を300系・700系・N700系に統一された。
- 博多駅発着の「のぞみ」が3本で運転される時間帯を拡大したほか、西明石発の一番列車が朝8時台に東京駅へ到着するように時刻の見直しを行った。
- 山陽区間では「ひかりレールスター」の一部列車を臨時列車に格下げしたほか、「こだま」の削減を行った。

東北新幹線・上越新幹線
- D-ATCの導入で「とき」の所要時間を短縮した。また、東北新幹線・上越新幹線に接続する各地区の在来線では接続の改善を行った。

東日本
在来線特急列車
- 特急「成田エクスプレス」のE259系置き換えが進行し、品川駅・渋谷駅・武蔵小杉駅に全列車が停車するようになった。7月1日からは全列車新型車両に統一され、253系が運用を離脱した。
- 特急「さざなみ」は始発・終発の区間変更と本数削減を行った。
- 特急「スーパーあずさ」は信濃大町始発の列車が廃止された。

首都圏在来線
- 横須賀線に武蔵小杉駅が開業し、南武線・東京急行電鉄東横線・目黒線と接続するほか、「湘南ライナー・おはようライナー新宿・ホームライナー小田原」・「おはようライナー逗子・ホームライナー逗子」以外の全列車が停車するようになった。
- 武蔵野線では、東京駅発着の快速を増発し、代替として西船橋駅 - 南船橋駅の区間列車（一部は京葉線車両を使用）を増発したほか、横浜線では昼間の快速を増発（東神奈川駅 - 橋本駅間では1時間に8本を9本に増発）するなど「東京メガループ」の利便性が向上した。
- 千葉地区では、両国駅から房総方面に向かう113系を使用した日本唯一の「新聞輸送電車」が廃止された。
- 宇都宮線・高崎線の「ホームライナー古河・ホームライナー鴻巣」の一部列車は、後述の急行「能登」の臨時列車格下げにより、489系金沢車から485系新潟車に置き換えられた。

その他の地区
- 新潟地区では信越本線・白新線でワンマン列車とパターンダイヤの時間帯を拡大し、越後曽根駅折り返し列車が土曜日も運転されるようになった。

東海
在来線でダイヤ修正を実施し、身延線では特急「ふじかわ」の時刻見直しを行う程度にとどまった。別紙には詳細な記述は一切登場しなかった。
西日本
前年度のダイヤ改正と同様、今回も本数削減を中心にした改正となった。
在来線特急列車
- 683系4000番台の増備により485系で運行されている大阪駅 - 金沢駅間を結ぶ特急「雷鳥」の定期列車を1往復に削減し（同時に週末運行を廃止）、「サンダーバード」へ変更した。「サンダーバード」の富山駅発着列車を増発したが、閑散期を中心に編成を短縮した。また、和倉温泉駅発着の「サンダーバード」はグリーン車連結編成・列車に変更された。
- 関空特急「はるか」は昼間時間帯の列車の半数が毎日運転の臨時列車扱いになり、全列車が大阪環状線西九条駅を通過することとなった。
- 南紀系統の特急列車も週末運行の列車が廃止され、阪和線内の停車駅も鳳駅から日根野駅に変更した。
- 西日本管内の特急列車からL特急の名称が消滅した（東海・四国方面からの直通列車を除く）。

京阪神地区在来線
- 山陰線（嵯峨野線）京都駅 - 園部駅間が全線複線化されスピードアップを図るとともに、運用車両も221系・223系5500番台に置き換えられた。
- 学研都市線（片町線）では京田辺駅での連結・切り離し作業を廃止し全区間7両編成での運転となり、普通・快速の一部が区間快速に変更された。また、321系も木津駅まで来るようになった。
- 奈良駅周辺の高架化が完成し、桜井線に「万葉まほろば線」の愛称がつけられた。
- 琵琶湖線・JR京都線・JR神戸線では京都駅 - 西明石駅間の普通の両端区間で列車本数が削減され、日中1時間の本数が京都駅 - 高槻駅間で2本、須磨駅 - 西明石駅間で4本に変更された。この時間帯の運転系統は西明石駅発着は大阪方面行きと東西線、須磨駅発着は東西線直通と大阪方面始発に再編された。京都発野洲行きの終電を繰り上げた。
- 奈良線では夜の列車の一部が宇治駅発着に変更された。
- 湖西線では日中時間帯の堅田駅発着の列車が土曜・休日ダイヤのみの運行になった。夜間時間帯の本数の見直しを行った。
- JR宝塚線では土曜・休日に限り321系の篠山口駅乗り入れが復活した。
- きのくに線（紀勢線）では深夜の新大阪発の快速が御坊行きになったために、御坊発紀伊田辺行きの終電を1時間以上（夜中1時台から23時台）繰り上げた。また、紀伊勝浦駅で夜間滞泊する列車が廃止され、和歌山駅 - 和歌山市駅間の始発が繰り下げになった。
- 姫新線では兵庫県内の区間で高速化が完成し、列車が増発された。

その他の地区
- 北陸地区では新型車両（521系）の運転区間を米原駅 - 金沢駅間に拡大し、旧型車両の一部を置き換えた。大糸線でもキハ52形からキハ120形に置き換えられ、国鉄時代から続いてきたキハ52形による定期運用は消滅となった。
- 山陽地区では日中の快速を中心に各路線で列車本数の削減および始発・最終の大幅な変更を行った。
- 米子地区では平日ダイヤと土曜・休日ダイヤの2本立てになった。境線は土曜・休日は17往復に変更された。
- 岡山地区では土曜・休日運休列車を設定した。

四国
- 予讃線では夜間帯に単独で運行されていた「いしづち」33号と「しおかぜ」29号が多度津駅 - 松山駅間で併結運転とされた。また、2009年4月から高速道路各事業者が実施しているETC休日特別割引の影響による利用客の減少に伴い、特急「いしづち」の一部を通常時は2両編成としたほか、女性専用席が廃止された。
- 土讃線では特急「南風」のうち、中村駅発着の1往復を宿毛駅発着に変更されたほか、朝時間帯に運行されていた須崎駅発着の「あしずり」と「南風」は廃止された。
- 普通列車のワンマン運転を全路線に拡大した。最終列車の運転区間・時刻の見直しが行われた。これにより牟岐駅では日付変更後の列車1本が廃止されたほか、高松発の最終はオレンジタウン行きに変更された。

九州
- 2011年に九州新幹線の全線開業を控えていることもあり、小規模なダイヤ修正を実施した。
- 鹿児島本線に新宮中央駅・神村学園前駅が新規開業した。

夜行列車
- この改正でも夜行列車が削減されることとなり、上野駅 - 金沢駅間の寝台特急「北陸」が廃止されたほか、急行「能登」が臨時列車に格下げされ、使用車両を489系ボンネット車から485系新潟車に置き換えた。これにより、国鉄時代から使用されてきたボンネット型先頭車による特急形車両の定期運用は消滅した。また、臨時快速「ムーンライトえちご」の使用車両を485系から183系に置き換えた。
- 「サンライズ瀬戸」「サンライズ出雲」は上郡駅を通過することとなり、鳥取方面からの接続駅を岡山駅に変更し、特急「スーパーいなば」の時刻変更を行った。

### 9月1日
四国でダイヤ修正を行い、予讃線の伊予吉田駅に特急が臨時停車するようになった。

### 10月12日
西日本でダイヤ修正が行われ、各路線で列車時刻が1分ほど調整されたほか、姫新線の本竜野駅折り返しが播磨新宮駅折り返しに変更された。
直後の11月7日には、新型特急気動車キハ189系が投入され、キハ181系で運転されていた特急「はまかぜ」の全列車を置き換えた（運転時刻は変更なし）。これにより、キハ181系による定期特急列車は消滅した。

### 12月4日
北海道と東日本でダイヤ改正が行われた。
新幹線
- 東北新幹線が八戸駅から新青森駅まで延伸し全線が開業、途中に七戸十和田駅が設置された。
- 東京駅 - 新青森駅間に「はやて」を15往復運転し、仙台駅・盛岡駅 - 新青森駅間の「はやて」も各1往復設定されたほか盛岡駅発着の「やまびこ」の一部を「はやて」に変更した。これに伴い、宇都宮駅・郡山駅・福島駅の停車本数を補うために仙台駅発着の「やまびこ」を増発した。

北海道
- 東北新幹線の全線開業に伴い、特急「白鳥」・「スーパー白鳥」の運転区間を函館駅 - 新青森駅間に変更した。五稜郭駅への停車本数も拡大された。
- 特急「北斗」・「スーパー北斗」の五稜郭駅停車を拡大した。これにより、最速達列車1本を除くすべての「スーパー北斗」・「北斗」が五稜郭駅に停車するようになった。上り1本の停車駅に森駅が追加された。
- エル特急「すずらん」のうち上り2本の運転時刻を見直し、「北斗」・「スーパー北斗」をあわせて札幌駅 - 東室蘭駅間の運行間隔は1時間あたり1本程度となった。21時台の「すずらん」は金曜日・土曜日・休日など多客期のみ運転する臨時列車に変更した。

利用率低迷のため、L特急「スーパーカムイ」4往復が廃止された。これに伴い、特急「サロベツ」（下り・稚内行き）の停車駅を美唄駅・砂川駅に拡大した。
- 札幌都市圏では17時以降の江別方面行き区間快速「いしかりライナー」を各駅停車に変更し待ち時間の短縮を図った。江別駅と千歳駅の札幌行き始発時刻を5時台に繰り上げ、23時台にも札幌発江別行きの普通を増発した。
- 函館本線と富良野線で普通列車各1本の運転区間を延長した。

東日本
首都圏在来線
- 武蔵野線では大宮駅直通列車を定期列車への格上げ・増便および新設した。列車名は西船橋・新習志野方面へは「しもうさ号」、府中本町・八王子方面へは「むさしの号」と命名。「むさしの」は臨時列車から定期列車へ格上げとなったが快速運転は廃止され、各駅停車となった。また、使用車両も115系から205系・209系500番台に変更された（「しもうさ」も205系・209系500番台を使用）。土曜・休日の日中時間帯に京葉線東京方面への直通列車を拡大した。
- 京葉線では日中時間帯の快速の1時間に1本を外房線への直通列車に変更し、蘇我駅での内房線 - 総武快速線の直通列車との相互接続を計った。また、7月1日には京葉線用のE233系5000番台が投入された。
- 横浜線では夜間の列車を増発した。
- 千葉地区では総武快速線直通の快速列車が本千葉駅に停車するようになった。
- 首都圏の在来線特急列車は全体的に削減された。宇都宮線（東北本線）の「おはようとちぎ」・「ホームタウンとちぎ」が廃止されたほか、上越線の「水上」も臨時列車に変更された。高崎線の「あかぎ」は土曜・休日の運転本数を下り5本から3本へ、上り4本から3本へそれぞれ削減されたが、新宿駅発着の1往復を7両編成から10両編成に増結した。
- 宇都宮線宇都宮駅 - 黒磯駅間は日中時間帯の1時間の本数を3本から2本に変更した。日中時間帯の湘南新宿ライン13本を小金井駅発着から宇都宮駅発着に延長した。これに伴い、上野駅発着の普通列車の運転区間が見直され、平日7往復、土休日6往復が古河駅発着に変更された。午後の一部時間帯では小金井駅 - 宇都宮駅間の運転本数が1時間に4本から3本に変更された。
- 烏山線の昼時間帯の運転間隔を約1時間間隔から約1時間30分間隔に拡大し、全運転本数も18往復から16往復に変更された。宝積寺駅発着の烏山線列車5往復を宇都宮駅発着に延長し、宇都宮駅発着の烏山線列車は16往復中10往復に増発された。

その他の地区
- 東北新幹線の全線開業に伴い、並行在来線の東北本線（八戸駅 - 青森駅間）が青い森鉄道に移管された。
- 奥羽本線（青森駅 - 秋田駅間）を結ぶ特急列車を「かもしか」から「つがる」に統一し4往復で運転（大館駅発着臨時が2往復）されるようになった。これに伴い、青森駅発着の特急「いなほ」1往復が秋田駅発着に変更された。あわせて普通列車も増発したほか、弘前駅・大館駅では始発・終電時刻の繰り上げ・繰り下げを行った。
- 寝台特急「あけぼの」「日本海」が新青森駅に停車するようになり、新青森駅には「トワイライトエクスプレス」を除くすべての旅客列車が停車するようになった。なお、新青森駅 - 青森駅間では乗車券のみで特急の普通車自由席に、臨時快速「リゾートしらかみ」は指定席券不要で乗車できる措置がそれぞれとられた。

## 2011年（平成23年）

### 3月5日
東日本の東北新幹線でダイヤ改正。
E5系を使用した「はやぶさ」が運転を開始した。東京駅 - 新青森駅間に2往復、東京駅 - 仙台駅間に1往復が設定された。途中停車駅は大宮駅・仙台駅・盛岡駅（はやぶさ4号は八戸駅にも停車）。

### 3月12日
北海道と東日本を除く各社でダイヤ改正。
東海道・山陽・九州新幹線
- 「のぞみ」の定期列車のうち、山陽新幹線直通列車がすべてN700系に置き換えられ、新大阪駅折り返し列車も大半がN700系充当となった。
- 九州新幹線の博多駅 - 新八代駅間が開業し、鹿児島ルートの全線が開業した。途中駅として新鳥栖駅（新設）・久留米駅（既設駅併設）・筑後船小屋駅（在来線駅を移転して併設）・新大牟田駅（新設）・新玉名駅（新設）・熊本駅（既設駅併設）が設置された。
- 山陽新幹線と九州新幹線との直通運転が開始され、最速達タイプの「みずほ」、速達タイプの「さくら」が新設された。直通する列車のほか、博多駅でも「のぞみ」「ひかりレールスター」と接続するダイヤが組まれた。また、博多駅と小倉駅では特急料金の乗継割引が廃止された。
- 「さくら」の登場により、700系8両編成（レールスター編成）の「こだま」への運用が拡大された。これに伴い、100系は4両編成の運用が廃止され、6両編成も岡山駅 - 博多駅間および博多南線での運用となった。このダイヤ改正以降もN700系の増備が進み、700系（レールスター編成）使用の「ひかり」は順次削減された。
- 禁煙車が拡大され、300系・700系16両編成で運行される「こだま」と一部の「ひかりレールスター」をのぞき東海道・山陽新幹線の自由席は大半が禁煙となった。

東海
- 快速みえを平日に1往復増発し、毎日13往復になった。

- （新）2号と同時刻に運転されていた「ホームライナー四日市」が廃止された。
- 武豊線のキハ25形投入により、編成も臨時列車を除き、全列車がキハ75形4両編成の運転になった。

西日本
在来線特急列車
- 大阪駅 - 金沢駅間の特急「雷鳥」1往復を廃止して「サンダーバード」に置き換え、大阪駅と北陸を結ぶ特急列車は「サンダーバード」に統一された。
- 新大阪駅 - 福知山駅・豊岡駅・城崎温泉駅間の特急列車は「北近畿」から「こうのとり」に改称したほか、使用車両も京都駅 - 福知山駅・豊岡駅・城崎温泉駅間の「きのさき」・京都駅 - 天橋立駅間の「はしだて」・京都駅 - 東舞鶴駅間の「まいづる」とともに一部を除き新型車両の287系を投入した。
- きのくに線の特急列車では、西九条駅の停車本数が削減されたほか、「くろしお」「スーパーくろしお」「オーシャンアロー」の運行体系の見直しが行われた。新宮駅発着の一部を白浜駅発着に見直した。これに伴い、新宮駅の始発列車の時刻は5時半から6時台、最終の到着は当日中となった。また、白浜駅 - 紀伊勝浦駅間の定期特急列車は「スーパーくろしお」・「オーシャンアロー」のみになった。また夕方以降を中心に日根野駅・和泉砂川駅に停車する列車が増えた。
- 前回のダイヤ改正で臨時列車になった日中の半数の特急「はるか」が廃止された。

京阪神地区在来線
- 「大阪ステーションシティ」の開業（同年5月4日）を踏まえ、快速列車の増発や編成の増強など、データイムを中心に大規模なダイヤ改正が行われた。
- JR神戸線・JR京都線・琵琶湖線では前年の12月1日に225系が投入された。土曜・休日の新快速を全列車12両編成（12両運転区間は米原駅・近江今津駅 - 姫路駅・網干駅間）に統一し、平日もラッシュ時を中心に12両編成での運転を拡大した。南草津駅に新快速が停車するようになった。205系の尼崎駅 - 大阪駅 - 高槻駅・京都駅間での運用が復活した。
- JR宝塚線（福知山線）では日中時間帯に大阪駅 - 宝塚駅間を往復する快速を増発し、この区間では丹波路快速とあわせて1時間に4本に増発された。この時間帯のJR東西線方面へ直通する快速は塚口駅折り返しに見直された。
- JR東西線・学研都市線（片町線）では、北新地駅でホームドアが導入されたことによりおおさか東線・大和路線との直通快速が223系（6000番台）から207系に置き換えられた。
- 大阪環状線では日中時間帯の各列車を1時間に4本に統一し、大正駅に快速が停車するようになった。
- JRゆめ咲線では始発時刻が繰り下げられたほか、日中時間帯の運転本数を1時間に6本（線内折り返し3本と大阪環状線直通3本）から4本（大阪環状線直通のみ）に変更された。
- 阪和線では、前年の12月1日に225系5000番台が投入された（同時に221系の定期運用が消滅）。日中時間帯の関空快速・紀州路快速・天王寺駅 - 日根野駅間の区間快速・天王寺駅 - 鳳駅間の普通の1時間の本数が各4本に統一された。大半の紀州路快速が日根野駅 - 和歌山駅間で各駅に停車するようになった。これに伴い普通列車の日根野駅発着は朝夕、和歌山駅発着は朝晩のみの運行となった。
- 大和路線（関西線）では日中時間帯の大阪環状線 - 奈良駅間の大和路快速・JR難波駅 - 王寺駅間の快速・普通の本数を1時間に各4本に統一した。これに伴い、奈良駅 - 加茂駅間と和歌山線王寺駅 - 高田駅間の本数は2本に変更された。また、奈良駅発着の普通は朝晩のみの運行となった。大和路快速は8両編成の列車が増加した。
- 阪和線・大和路線の「はんわライナー」「やまとじライナー」が廃止され、JR西日本管内から乗車整理券制のホームライナーが消滅した。
- 湖西線では朝時間帯の大阪方面行きの快速を近江舞子駅まで各駅停車に変更した。
- 各路線で運行本数・運転時刻・運転区間の見直しが行われた。

その他の地区
- 広島地区では山陽線で快速が削減され、土休日に運休する列車が増えた。芸備線では日中の一部の列車を狩留家駅で系統分割し、始発・最終の繰り下げ・繰り上げと区間変更を行った。
- 北陸線の普通列車では521系の増備により、旧型車両の置き換えが進んだ。
- 高山線では、社会実験の終了により効果が見られた朝夕の富山駅 - 越中八尾駅間の普通列車が引き続き運転されるようになった。JR西日本管内からキハ58系の定期運用が消滅した。
- 管内の一部の路線における保守工事に伴う計画運休が米子支社・広島支社管内を除いて取り止めになった（米子支社・広島支社管内では改正後も継続されているが、運休時にはバスなどの代行輸送を行うようにした）。

四国
- 管内からエル特急の呼称が廃止された。
- 高松駅 - 高知駅間の特急「しまんと」の一部の時刻が変更され、高知発5時の便が新設された。特急「あしずり」「うずしお」も増発した。特急宇和海は松山発宇和島行きの23時台の便が廃止された。
- 牟岐線では、朝の通勤特急で時刻変更を行った。

九州
- 九州新幹線（鹿児島ルート）の全線開業に伴い、特急列車の運行体制を大幅に見直した。特急「リレーつばめ」は廃止され、特急「有明」は運転区間を博多駅 - 長洲駅・熊本駅間に変更した。運転本数も削減し早朝と深夜に7本（下り4本、上り3本）の運行に変更された。博多駅 - 小倉駅・門司港駅間の特急列車の愛称は「きらめき」に統一した。
- 特急「かもめ」と「みどりハウステンボス」は連結運転を取りやめ、博多駅 - 佐賀駅間の特急列車は1時間に3本に増発された。「かもめ」「みどり」「ハウステンボス」はすべての列車が新鳥栖駅に停車するようになった。
- 福北ゆたか線では、特急「かいおう」の博多行きの運行形態が見直された。
- 日豊本線では特急「きりしま」を宮崎駅 - 鹿児島中央駅間で2往復増発した。停車駅も見直され、所要時間も最速で1時間59分に短縮された。夜行列車では、特急「ドリームにちりん」が廃止された。代替として博多駅 - 柳ヶ浦駅・大分駅間と延岡駅 - 宮崎駅間の特急の始発・終発の繰り上げ・繰り下げを行った。
- 「リレーつばめ」の廃止および「有明」の削減に伴い、787系の大半が「きらめき」・「かもめ」・「みどり」・「にちりん」・「きりしま」・「ひゅうが」の一部に転用されたほか、「かもめ」の787系投入に伴って783系の一部が「にちりん」・「きりしま」・「ひゅうが」の一部に転用された。これにより、九州内から485系の定期運用が消滅した。
- 観光列車として、指宿枕崎線に特急「指宿のたまて箱」が新設された。
- 豊肥本線では熊本駅 - 光の森駅・肥後大津駅間に快速「豊肥ライナー」を新設し、この区間では17本が増発された。熊本発の終電も日付変更後に繰り下がった。
- 長崎本線に新鳥栖駅（新幹線と併設）、鹿児島本線に富合駅が新たに設置された。

貨物
- 片町線貨物支線（城東貨物南連絡線）・関西本線貨物支線の正覚寺信号場 - 平野駅 - 百済駅間が直流電化され、百済駅発着の貨物列車は吹田駅 - 百済駅間でディーゼル機関車牽引から電気機関車牽引に変更された。

### 4月9日
中止になっていた3月12日予定の東日本のダイヤ改正が実施された。
- 南武線の日中時間帯で、快速が1時間に2本新設された。

- 川崎駅 - 登戸駅間で快速運転を行い、鹿島田駅・武蔵小杉駅・武蔵中原駅・武蔵新城駅・武蔵溝ノ口駅が停車駅になった。
- この時間帯に登戸駅発着の通過駅補充のための普通列車も設定された。

### 9月26日
前年7月から集中豪雨のため運休していた美祢線が運転を再開した。同時に長門市駅の始発が繰り上げになった。

## 2012年（平成24年）

### 3月17日
北海道を除く各社でダイヤ改正が行われた。なお、北海道でもJR貨物のダイヤ改正に伴い、一部の普通列車で時刻が変更された。
今回のダイヤ改正では直通運転を行っている小田急電鉄・東京急行電鉄（東横線を除く）・東武鉄道（東武伊勢崎線・日光線系統）でも同日にダイヤ改正が行われ、首都圏を中心とする関東地方では大規模な改正となった。
新幹線
東海道・山陽新幹線
- 300系の運用が終了し、東海道区間の車種は700系・N700系に統一された。

- 定期「のぞみ」は全列車がN700系での運転となり、一部列車で東京駅 - 新大阪駅間の所要時間を短縮した。

- 東海道新幹線では下りの東京発18・19時台に臨時「のぞみ」を1本ずつ追加設定された。これにより各時間帯の「のぞみ」は1時間あたり最大10本（「ひかり」「こだま」との合計は15本）の体制となった。このほか、東海道新幹線内で運行する「こだま」での車内販売を終了した。
- 山陽新幹線では100系の運用が終了し、山陽区間の定期列車は8・16両編成かつ最高速度285km/h以上となった。「ひかりレールスター」は博多発新大阪行きの上り1本のみの設定とされ、「こだま」に転用された700系E編成は指定席を8号車から6号車に変更、さらに喫煙車だった6号車は禁煙となり、全車禁煙となった。自由席となった8号車のコンパートメント席は閉鎖された。停車駅の多い「ひかり」が設定された。夜間の「のぞみ」の西明石駅停車（姫路駅は通過）・姫路行き最終列車の繰り下げ（新大阪行きから延長）で、東京発で加古川駅・姫路駅に当日到着可能な列車の時刻が遅くなった。

九州新幹線
- 新大阪駅 - 鹿児島中央駅間の「みずほ」が1往復、「さくら」が7往復増発された。また、新八代駅構内の分岐器撤去に伴い速度制限が解除され、所要時間が短縮された。
- 「つばめ」の上り2本が山陽区間内へ乗り入れるようになった（熊本発新下関行きと鹿児島中央発小倉行きが1本ずつ）。

東北・山形・秋田新幹線
- E5系の追加投入が行われ、「はやて」の15往復中7往復がE5系での運転となった。また、新たに「なすの」にもE5系が導入され、「なすの」用のグランクラス料金（座席のみの営業）が設定された。
- 山形新幹線「つばさ」は東北新幹線内で併結する列車のうち16往復中9往復をE4系「Maxやまびこ」からE2系「やまびこ」に変更した。これにより東北新幹線宇都宮駅 - 福島駅間での最高速度が240km/hから275km/hに向上し、所要時間が短縮された。

上越・北陸新幹線
- 浦佐駅・長岡駅・燕三条駅・新潟駅のホーム有効長が16両編成分に整備され、これに伴う越後湯沢駅における連結・切り離しを省略することで東京駅 - 新潟駅間直通の「Maxとき」の一部列車においてE4系16両編成での運転が開始された。
- 一部の「とき」「あさま」の停車駅が変更された。

東日本
在来線特急列車
- 常磐線ではE657系が投入され、一部の特急「スーパーひたち」「フレッシュひたち」で営業運転を開始した。また、「スーパーひたち」は全列車が上野駅 - いわき駅間での運転となり、いわき駅 - 仙台駅間での特急の運転が正式に取りやめられた。広野駅の始発時刻が6時台から5時台に繰り上げになった。
- 高崎線系統の特急列車では運転系統の整理・編成の見直しが行われた。
- 特急「成田エクスプレス」は利用客減少と節電のため、新宿駅発着系統と横浜駅発着系統を併結していた12両編成の列車の一部をいずれか片方の系統のみの6両編成に変更された。この結果新宿駅発着系統と横浜駅発着系統の運行本数は減少したが、東京駅 - 成田空港駅間の運行本数に変化はない。

首都圏在来線
- 武蔵野線では新駅として吉川美南駅が開業した。
- 久留里線では信号保安システムがタブレット閉塞式から特殊自動閉塞式に変更された。最終列車の行き先が久留里行きに変更された。

その他の地区
- 八戸線では東北地方太平洋沖地震（東日本大震災）により不通となっていた種市駅 - 久慈駅間が復旧し、全線での運転を再開した。同時にプレイピア白浜駅が廃止となった。
- 宮城県内では、震災で不通になっていた仙石線の陸前小野駅 - 矢本駅間と石巻線の石巻駅 - 渡波駅間が運転を再開した。
- 秋田県内では、五能線の東能代駅 - 能代駅間の区間列車と男鹿線の本数が削減された。
- 信越本線では183系・189系特急形電車で運行されている普通列車「妙高」の5往復中2往復が115系近郊形電車での運行に変更された（愛称なし）。
- 新潟近郊では、越後線の内野駅 - 吉田駅間の運転間隔が40分間隔に増発された。信越本線では毎日朝と平日夜の長岡駅発着が1本ずつ増発された。磐越西線は新潟駅直通列車の見直しと新津発五泉行きの最終繰り下げ（五泉発最終は廃止）が行われた。羽越本線では酒田駅 - 鼠ヶ関駅間の1往復があつみ温泉駅折り返しに変更された。新潟福島豪雨により、一部区間の運転再開が未定になっている只見線では小出駅 - 大白川駅間の運転時刻が変更になった。
- 後述する急行「きたぐに」の臨時列車への変更に伴い、この列車が運転されていた時間帯に直江津発新潟行きの全車指定席の快速列車「おはよう信越」が新設された。また、夜時間帯の「らくらくトレイン長岡」は行き先を直江津行きに延長し、列車名を「らくらくトレイン信越」に変更した。

東海
在来線特急列車
- 御殿場線では、小田急線に直通する特急「あさぎり」の使用車両がJR東海の371系および小田急の20000形RSE車から小田急の60000形MSE車に変更・統一され、JR車の小田急線への直通運転が廃止された。

- また、運転区間も特急化以前と同様の新宿駅 - 御殿場駅間に見直されたほか、1往復が週末運転の臨時列車（新宿駅 - 相模大野駅間で「えのしま」と併結）に変更となった。

名古屋地区在来線
- 飯田線では119系の定期運用が終了した。

- 同時に豊橋駅 - 中部天竜駅間および美濃赤坂線でワンマン運転を開始した。

- 中央線で夜間に若干の増発をした反面、愛知環状鉄道直通列車が土休日運休となった。
- 東海道線では新駅である相見駅の開業に伴い、平日の朝の岡崎駅における緩急接続ができなくなることから、平日7時台の特別快速2本が幸田駅に特別停車するなど、ダイヤが見直された。
- 太多線では「ホームライナー太多」を廃止した一方、代替の普通列車が増発され、朝は概ね20分間隔となった。

その他の地区
- 1日1本のみ運転されていた東京発の普通山北行が国府津発となり、東京地区の東海道線から御殿場線へ乗り入れる定期旅客列車が消滅した。
- 2011年9月に発生した台風15号の影響で不通となっていた身延線内船駅 - 身延駅間が復旧し、半年ぶりに全線での運転を再開した。同時に、特急「ふじかわ」も運転を再開した。

- 芝川駅留置を廃止して富士駅 - 芝川駅間の往復運行に変更した。

- 「ムーンライトながら」の臨時列車化・車両変更後も引き続き373系で運転されていた東京駅 - 静岡駅間の普通列車1往復が東京駅 - 沼津駅間に運転区間を短縮し、車両もJR東日本のE231系（4ドア・2階建てグリーン車連結）での運転に変更された。

西日本
- きのくに線の特急「くろしお」の一部列車に287系が投入されたほか、「スーパーくろしお」・「オーシャンアロー」の列車名が廃止され、きのくに線系統の特急列車の愛称はすべて「くろしお」に統一された。

特急「はまかぜ」は播但線・山陰本線の高速化工事の完了に伴い所要時間が短縮された。
特急「やくも」は1往復を除いて全列車が安来駅に停車するようになった。
京阪神地区在来線
- 阪和線では朝ラッシュ時の区間快速を除き快速系統の車種が223系・225系に統一された。和泉砂川駅の始発が繰り下げになった。
- 大阪環状線では日中時間帯の普通の半数の運転区間が関空・紀州路快速を延長する形で大阪駅 - 京橋駅 - 天王寺駅間に変更された。停車本数補充のために福島駅が快速停車駅になり、普通電車のみ停車の野田駅は停車本数が1時間に4本になった。
- JRゆめ咲線（桜島線）は全列車の8両編成への統一と朝ラッシュ時の一部列車の廃止、日中のシャトル列車への変更が行われた。
- 学研都市線では京田辺発の1番列車を5時半、京橋発京田辺行きの終電を23時半にそれぞれ繰り上げ・繰り下げた。日中の松井山手駅折り返しを長尾駅折り返しに変更した。
- JR宝塚線・福知山線では225系6000番台が投入され、113系・221系の運用は終了した。丹波路快速の運転区間が大阪駅 - 福知山駅間に拡大し、223系6000番台・225系6000番台で運転される篠山口駅・福知山駅発着の快速はすべて「丹波路快速」となった。
- 草津線・関西線（加茂駅 - 亀山駅間）・北陸線（米原駅 - 敦賀駅間）では運行本数の見直しが実施され、等間隔ダイヤになった。
- これまで運用が分けられていた207系と321系が共通運用となり、321系の運用範囲が拡大された。
- 嵯峨野線・山陰線では京都駅 - 福知山駅間（福知山駅 - 綾部駅間の舞鶴線直通の一部を除く）の全列車が221系・223系に統一されたほか、利用客の少ない一部駅は早朝・深夜を中心に通過に変更された。

その他の地区
- 北陸線の普通列車では、521系が金沢駅 - 富山駅間の一部列車で営業運転を開始した。
- 広島地区では普通列車の削減や編成両数の変更が行われた。芸備線備後落合駅 - 三次駅間と福塩線府中駅 - 三次駅間の始発・最終の繰り下げ・繰り上げが行われた。
- 山口地区では山陽線の柳井駅発着列車の見直しが行われ、朝1本は由宇発、夜1本は廃止となった。山陰線の益田駅 - 長門市駅 - 小串駅間で本数が削減され、22時台の東萩駅 - 長門市駅間1往復と小串駅 - 滝部駅間の6・22時台の列車が廃止された。小野田線本山支線では夕方の2本を廃止し、1日あたりの本数は3往復となった。

四国
- 朝時間帯に区間運転の特急「いしづち」・「あしずり」が新設された。
- 特急「南風」・「しまんと」の停車駅や運転区間の変更が行われ、高知駅で「あしずり」と乗り換える運転形態に見直された。須崎駅の始発が5時台から4時台に繰り上げになった。
- 特急「うずしお」は全列車が栗林駅・板野駅に停車となった。また、1往復が新たに勝瑞駅に臨時停車となった。停車駅の変更などが行われた。牟岐線・牟岐駅の始発列車が速達化された。

九州
- 大分駅の高架工事完成に伴い、特急「ゆふ」・「ゆふいんの森」の一部列車の発着駅を大分駅から別府駅に延長した。特急「にちりん」は別府駅発着系統を廃止し、「ソニック」との乗換駅を大分駅に統一した。
- 福北ゆたか線に817系2000番台・3000番台が投入された。
- 福岡都市圏を中心に各在来線で列車本数が増発・運転区間の延長などが行われた。

貨物
- 東日本大震災・原発事故の影響により不通となっている常磐線を経由する貨物列車4往復のうち、3往復が東北本線経由に、1往復が上越線・羽越本線経由に変更された。
- 富士駅のコンテナホームの改良に伴い、紙輸送列車がコンテナ列車化された。これに伴い、ワム80000形を使用した貨物列車が全廃された。
- 東北本線黒磯駅以北を走るすべての貨物列車がEH500形牽引となった。これによってED75形の運用が終了した。

夜行列車
- 今改正でも夜行列車の削減が行われ、大阪駅 - 青森駅間を結ぶ寝台特急「日本海」と大阪駅 - 新潟駅間を結ぶ急行「きたぐに」が定期列車としては廃止され、臨時列車に変更となった。「日本海」の臨時列車化により、日本海縦貫線を走破する定期旅客列車が全廃となったほか、関西発着の定期寝台特急が消滅した。また、「きたぐに」の定期列車廃止により、583系の定期運用が消滅したほか、JR西日本管内から定期の急行が消滅した。
- また、臨時急行列車「能登」は3月以降の設定がなくなり、これに伴い「ムーンライトえちご」の使用車両が再度、新潟車両センターの485系に変更され、グリーン車の設定が復活した。これに伴い、上野駅 - 古河駅・鴻巣駅間を運行する「ホームライナー古河3号・鴻巣3号」の使用車両が大宮総合車両センターの185系に変更された。
- 寝台特急「北斗星」は運転経路を青森信号場（奥羽貨物線）経由から青森駅経由に再度変更され、この列車の上野駅 - 青森駅の編成の向きが逆転した。北斗星と同様に臨時寝台特急トワイライトエクスプレスも運転経路を青森信号場（奥羽貨物線）経由から青森駅経由に再度変更されたが、配線の関係で向きは変更されなかった。

### 6月1日
北海道でダイヤ改正。
- 札沼線（学園都市線）を含む札幌都市圏に733系電車と735系電車をあわせて24両投入した。
- 札沼線（学園都市線）の桑園駅 - 北海道医療大学駅間が電化開業した。これに伴う第一次の改正で、運転上の系統となる札幌駅 - 北海道医療大学駅間の列車100本中69本を電車に置き換え、一部の列車は所要時間が短縮された。下りの札幌発浦臼行きの系統は石狩当別駅（現・当別駅）で系統分割された。
- 石勝線でも一部の列車で時刻が変更された。

### 9月29日
東日本の東北・上越新幹線でダイヤ改正。
東北・山形新幹線
- E5系の追加投入が行われ、「はやて」の15往復中11往復がE5系での運転となった。
- 東北新幹線系統におけるE4系の定期運用が終了した。これにより、「Maxやまびこ」・「Maxなすの」が廃止となり、山形新幹線「つばさ」と併結する列車もすべてE2系「やまびこ」に統一した。これにより、東北新幹線系統の最高速度が275km/h以上に統一され、所要時間が短縮された。

上越新幹線
- E1系で運転されていた「Maxとき」4往復と「Maxたにがわ」2往復が、E4系16両編成での運転となった。これにより、E1系は定期運用を終了した。

奥羽本線の赤岩駅と山田線の大志田駅・浅岸駅について、当年度冬季より冬季休業（全列車通過）の措置がとられるようになった。

### 10月27日
北海道でダイヤ改正。
- 札沼線（学園都市線）では札幌駅 - 石狩当別駅・北海道医療大学駅間を運行する列車が電車に統一され、同時に列車が増発された。これに伴い、733系電車が18両増備されたほか、711系電車が新たにこの路線での運用を開始した。また、1日1往復のみ当線から新千歳空港駅へ直通する列車が新設された（札幌駅 - 新千歳空港駅は快速『エアポート』として運転）。函館本線江別駅へ直通していた列車は札幌駅で系統が分離された。
- 室蘭本線では苫小牧駅 - 東室蘭駅 - 室蘭駅の普通列車（特急「すずらん」の東室蘭駅 - 室蘭駅間およびその間合い運用は除く）の電気運転が廃止され、車両は711系電車からキハ141系気動車に置き換えられた。上記の札沼線に投入された711系は、この置き換え（札沼線と室蘭本線の車両交換）による捻出分で賄われた。ワンマン運転の列車が増加した。
- 札幌都市圏の普通・特急列車で時刻変更や運転区間の延長等が行われ、苫小牧駅・石狩当別駅への最終列車の時刻が繰り下げられた。

## 2013年（平成25年）

### 3月16日
北海道を除く各社でダイヤ改正が行われた。ただし、JR北海道も東北新幹線のダイヤ変更に伴い、接続する「白鳥」・「スーパー白鳥」の運転時刻が変更された。
今回は同日に大手私鉄各社でも東京メトロ副都心線と東急東横線の直通運転開始に合わせて、東京急行電鉄（池上線、東急多摩川線、世田谷線を除く）・東京地下鉄（東京メトロ）・東武鉄道・西武鉄道でダイヤ改正が行われたほか、関西地方では京阪電気鉄道（京阪大津線を除く）がダイヤ改正を行っている。
新幹線
東海道・山陽・九州新幹線
- 新大阪駅において27番線ホームの使用を開始した。
- 2月8日に東海道区間内で営業運転を開始したN700系1000番台（通称「N700A」、「A」は Advanced の略）が山陽区間内でも運用を開始した。
- 東海道区間内における下り「のぞみ」について、最大1時間に10本設定の時間帯が東京発7・8・17時台にも拡大された。
- 早朝の名古屋発広島行「ひかり」491号が博多行に延長され、東海道区間から博多駅へ直通する「ひかり」が復活した。
- 山陽・九州新幹線では朝・夜時間帯に広島駅発着の「さくら」が新設された。「のぞみ」・「さくら」の山陽区間の所要時間が一部列車において5分短縮された。前年のダイヤ改正で登場した500系の「ひかり」運用は終了となった。また同じく前年のダイヤ改正で登場した「つばめ」の山陽区間への乗り入れ（上り2本）も終了した。
- 新岩国駅に再び定期の「ひかり」が停車（下り1本、上り2本）するようになり、山陽区間内で「こだま」のみの停車駅は厚狭駅のみとなった。その新岩国駅付近にある錦川鉄道錦川清流線の御庄駅はこの改正と同時に清流新岩国駅に改称された。
- N700系・700系でのミュージックチャンネルが終了した。なお、NHKラジオ第1放送はFMラジオを通じて引き続き聴取できるようになっている。

東北・秋田新幹線
- E5系「はやぶさ」は4.5往復が増発され1日7.5往復の運転となると同時に、一部列車が宇都宮駅 - 盛岡駅間において国内最高速度となる320km/h運転を開始した。これによって、東京駅 - 新青森駅間の所要時間は最短で2時間59分となった。また、この増発で新たに上野駅・いわて沼宮内駅・二戸駅・七戸十和田駅に「はやぶさ」が停車するようになった。
- 秋田新幹線ではE6系が営業運転を開始した。E6系を使用する列車として新たに「スーパーこまち」が4往復新設され、東京駅 - 秋田駅間の所要時間は最短で3時間45分となった。東京駅 - 盛岡駅間は「はやぶさ」と連結運転し、東北新幹線区間は最高300km/hでの運転となる。
- 新青森駅を発着する定期列車はすべてE5系での運行となった。

上越新幹線
- 改正前の1月26日から上越新幹線での営業運転を開始したE2系使用の「とき」・「たにがわ」が増加した。これによって200系の定期運用が終了し、新幹線上から国鉄型車両は消滅した。
- 大宮駅を通過していたE4系使用の「Maxとき」313号・314号を停車させると同時に、E2系使用の「とき」313号・314号となった。なお、「Maxとき」310号は引き続き大宮駅を通過する。
- 途中駅で編成の連結・切り離しを行う「Maxとき」のうち、高崎駅・越後湯沢駅発着の編成を「Maxたにがわ」として分離した。

東日本
在来線特急列車
- 常磐線では特急「スーパーひたち」・「フレッシュひたち」は定期列車の使用車両をE657系に統一した。また、朝・夜時間帯に「フレッシュひたち」を増発した。
- 湘南新宿ラインでは新たに浦和駅にホームが新設され、特急列車を含む全列車（夜行列車は除く）が停車となった。特急「草津」・「あかぎ」のグリーン車の位置が6・13号車から4・9号車に変更された。

首都圏在来線
- E233系3000番台が増投入され、宇都宮線での運用を開始した。宇都宮線では211系の運用を終了した。
- 中央線では新宿駅 - 八王子駅間での最高速度が引き上げられ、中央特快・青梅特快などの所要時間が短縮された。日中時間帯の快速・特別快速の本数の調整が行われた。高尾駅 - 大月駅間の10両編成運用において、午後の1往復を廃止し、夜間に1往復新設した。特急列車では「スーパーあずさ6号」の行き先が新宿行きから東京行きに延長された。
- 東海道線系統では特急「踊り子」の来宮駅・宇佐美駅が通過になった。2ドアの185系で運用されていた東京発の朝7時台の普通列車が伊東行きから熱海行きとなり、車両も4ドア・2階建てグリーン車連結のE231系に変更された。伊東線区間でのみ185系で運用される普通列車となった。
- 日光線では205系600番台が運転を開始し、107系0番台の運用が終了した。
- 武蔵野線では平日の日中時間帯の本数が1時間に5本から6本に増発した。
- 京葉線では、平日朝ラッシュ時の快速電車（通勤快速を除く）が各駅停車に変更され、通過駅における停車本数が増加した。武蔵野線直通列車を京葉線内で快速から各駅停車に変更した。
- 総武本線・成田線では4ドアの209系2000番台が増投入され、3ドアの211系の運用が終了した。
- 久留里線では、一部の時間帯においてワンマン運転を開始した。

その他の地区
- 東日本大震災の影響で不通となっていた路線のうち、石巻線渡波駅 - 浦宿駅と常磐線亘理駅 - 浜吉田駅での運転を再開した。
- 長野地区では房総地区から移籍した211系の営業運転を開始した。
- 篠ノ井線松本駅 - 篠ノ井駅間・信越本線篠ノ井駅 - 長野駅間と中央本線塩尻駅 - 辰野駅・茅野駅間でE127系の運行を開始し、これによって篠ノ井線の一部列車でワンマン運転を開始したほか、クモハ123形の営業運転を終了した。
- 信越本線に直通するしなの鉄道線ではワンマン運転が全区間に拡大された。
- 只見線では柿ノ木駅が臨時駅化され、田子倉駅が廃止 された。

東海
在来線特急列車
- 在来線特急「しなの」「ひだ」「南紀」「しらさぎ」における車内販売がこの日をもって終了した。

名古屋地区在来線
- 313系の追加投入によって、117系の運用が終了した。これにより、JR東海が保有する在来線電車車両はジョイフルトレイン「トレイン117」と211系0番台を除いてすべてJR発足以後の車両に置き換えられた。
- 平日朝の金山止まりの快速が豊橋行に延長。
- 東海道線の朝通勤時間帯の快速列車は8両運転が基本となった。
- 中央線では「セントラルライナー」の運行を終了した。これにより、名古屋駅 - 多治見駅間の日中の1時間あたりの快速列車の本数が4本から3本に減少した。
- 名古屋地区の「ホームライナー」が減便または区間縮小され、東海道線名古屋駅 - 豊橋駅間でのライナー列車が消滅した。中央線の中津川行の一部は瑞浪止まりになった。

- また、名古屋地区での373系の運用が終了した。

- 「のぞみ」または「ひかり」から快速みえへの接続が改善された。

その他の地区
- 御殿場線では、一部の列車が三島発着となった。
- 身延線では、朝5時台と夜22時台の下部温泉駅 - 身延駅間の列車が廃止になったほか、昼過ぎの芝川駅折り返しが西富士宮駅発着に見直された。

西日本
在来線特急列車
- 特急「くろしお」に287系が増投入され、白浜駅・紀伊田辺駅・海南駅発着の「くろしお」は287系での運転となった。また朝に上り1本が増発された。
- 関西空港線における特急料金がこれまでのA料金からB料金に変更され、特急「はるか」のB特急料金適用区間がこれまでの京都駅 - 日根野駅間から京都駅 - 関西空港駅間に拡大され、京都駅 - 日根野駅間の各停車駅から関西空港駅までの特急料金が最大で210円値下げされた。また「はるか」の上り2本（8号・10号）について、臨時停車となっていた日根野駅・和泉府中駅を定期停車化した。
- 福知山地区の電車特急列車に381系が増投入され、これによって183系の運転が終了した。
- 特急「はまかぜ」は山陰線の線形改良工事の完了によって所要時間が短縮された。また、一部列車が4月27日から土休日限定で竹田駅に臨時停車となる。

京阪神地区在来線
- 京阪神地区では225系が増投入され、平日の朝・夕時間帯の新快速のうち、8両編成で運転されていた列車が12両編成に増強された。JR神戸線では平日朝に姫路発大阪行き（米原行き）1本、夕方に大阪発姫路行き2本の新快速を増発した。これに伴い、夕方に運行されていた神戸駅 → 西明石駅間列車線経由（須磨駅・舞子駅・垂水駅を通過）の快速2本が廃止され、下り方向における3駅通過の快速は消滅した。JR京都線では土曜・休日の午前中に高槻駅 - 京都駅間の普通を増発し、平日日中時間帯と土曜・休日午後の普通を大阪駅 - 高槻駅間の運行に統一した。また、京都駅・高槻駅 - 大阪駅 - 尼崎駅間における205系の運転が終了し、車両は阪和線に転配された。
- 福知山支社管内の山陰線・舞鶴線・播但線における、一部の駅を通過する普通列車は「快速」に種別変更した。

その他の地区
- 山陰線の快速「みすゞ潮彩」は毎日運転から土曜・休日を中心とした臨時運転に変更された。
- 広島地区では、呉線・三原駅 - 広駅間の終電見直し（広発22時台竹原行き・23時台安浦行きと三原発呉行きを22時台後半から前半に繰り上げ）を行った。山口線では、津和野発山口行きを20時台から19時台、益田発津和野行きを22時過ぎから20時台にそれぞれ繰り上げた。

四国
- 特急「いしづち」2号を伊予西条始発から今治始発（4時台）に延長した。夕時間帯に運転される特急列車の併結作業が宇多津駅から多度津駅に変更された。
- 土讃線・多ノ郷駅に特急が臨時停車するようになった（下りは夕方に2本、上りは朝に2本）。
- 土讃線琴平駅 - 阿波池田駅間と須崎駅 - 窪川駅間において、利用の少ない始発・最終の見直しを行った。

九州
- 特急「A列車で行こう」が1往復増発された。
- 豊肥本線では九州北部豪雨の影響で宮地駅 - 豊後竹田駅が不通となっていることによる暫定処置として、豊後竹田駅 - 大分駅に特急「九州横断特急」4往復が設定された。宮地駅以西では宮地駅 - 人吉駅間に4往復設定となっている。この影響で、特急「くまがわ」は1往復の運転となった。快速「豊肥ライナー」は普通列車に変更された。
- 鹿児島本線では817系3000番台が増投入された。

貨物
- 吹田貨物ターミナル駅の開業および百済駅のリニューアルによって、梅田駅が営業終了となった。隅田川駅は全荷役ホームが20両編成のコンテナ列車対応となった。
- JR東日本田端運転所配置のEF510形牽引による常磐線などの貨物列車はEH500形に置き換えられたことで委託が解消となった。
- 紀勢線鵜殿駅発着の貨物列車が廃止され、この路線における定期貨物列車が全廃となった。
- 山陽本線・瀬野駅 - 八本松駅間（通称「瀬野八」）の勾配後押機関車・EF67形の後継機としてEF210形（300番台）が新製され、営業運転を開始した。

### 3月25日
貨物でダイヤ改正が行われた。
- 福山通運による専用貨物列車「福山レールエクスプレス」を東京貨物ターミナル駅 - 吹田貨物ターミナル駅間で運行を開始した。

### 9月28日
東日本でダイヤ改正が行われた。
東北・秋田新幹線
- 秋田新幹線にE6系を増備し、「スーパーこまち」を3往復増発。「こまち」もE6系での運転が1往復増やされた（「スーパーこまち」「こまち」をあわせた運転本数は従来通り）。
- また上記にあわせ、東北新幹線区間で「スーパーこまち」と併結運転する「はやぶさ」も3往復増発された。

在来線
- 「いなほ」にE653系が投入された。

奥羽本線では普通列車の増発と時刻の見直しにより、所要時間が短縮された。

### 11月1日
北海道でダイヤ改正。車両トラブルやレール異常などの事案が頻発していることから、「メンテナンス体制強化のため」として特急列車を中心に減便や最高速度の抑制が行われた。この結果、従来は可能であった特急列車同士の乗継が一部できなくなった。
札幌-東室蘭・函館
- 特急「スーパー北斗」2往復を減便。最高速度も時速120kmに引き下げられ、平均所要時分が3時間30分に。
- 特急「北斗」4往復は引き続き運休 し、臨時特急「北斗」を最大4往復運転。
- L特急「すずらん」の最高速度も時速120kmに抑制。

札幌-帯広・釧路
- 特急「スーパーおおぞら」1往復を減便。最高速度も時速110kmに引き下げられ、平均所要時分が4時間11分に。
- 特急「スーパーとかち」の時刻も見直し。

札幌-旭川・稚内
- L特急「スーパーカムイ」1往復を減便。最高速度も時速120kmに引き下げられ、所要時分が5分から9分延びる。
- 特急「サロベツ」は引き続き運休 し、旭川 - 稚内間に臨時快速を運転。

## 2014年（平成26年）

### 3月15日
各社でダイヤ改正を実施。なお、JRグループ7社が同日にダイヤ改正を実施したのは2009年3月14日以来となった。
新幹線
東海道・山陽・九州新幹線
- 新大阪駅の大規模改良工事が完成した。前年の27番線ホームの使用開始に続いて引上線が2線から4線に増強され、東海道区間における下り「のぞみ」の1時間当たり最大10本運転が可能な時間帯が東京駅発7時台 - 20時台に拡大され、上りについても「のぞみ」の1時間当たり最大10本運転が可能な時間帯が新大阪駅発6時台 - 19時台に設定された。
- N700系1000番台（N700A）が増備され700系の置き換えが進み、東海道新幹線を走行する列車の約8割がN700系での運転となった。とくに、岐阜羽島駅・米原駅に停車する「ひかり」をN700系化（一部時間帯を除く）した。この「ひかり」を岐阜羽島駅・米原駅で追い抜く「のぞみ」3本（臨時列車を含む）を含めて東京駅 - 新大阪駅間の所要時間が3分程度短縮された。
- 「のぞみ」の上りのダイヤパターンが一部見直され、広島駅では定期の「のぞみ」がおおむね20分間隔で発車するようになった。
- 東海道新幹線内を走行する新幹線車両の清涼飲料水自動販売機の営業を終了した。自動販売機のあった場所には、無線LANの設備が設置され、サービス向上の実験が行われる予定。
- 山陽・九州新幹線では「さくら」1往復が「みずほ」に置き換えられ、定期の「みずほ」は1日6往復に増発された。2往復が新たに姫路駅にも停車するようになった。「さくら」は運転本数の見直しにより、1日あたりの運転本数が137本から125本に削減されたが、新鳥栖駅・久留米駅に「さくら」全列車が停車となった。
- 徳山駅・新山口駅では、「のぞみ」・「さくら」の停車列車の見直しが行われた。

東北・秋田新幹線
- 秋田新幹線におけるE3系の定期運用が終了した。また全列車がE6系での運行とされたことにより、「スーパーこまち」の愛称が消滅した。
- 東北新幹線では「はやて」から「はやぶさ」への置き換えが進み、新青森駅に乗り入れる「はやて」は盛岡駅発着の区間系統1往復のみとなった。仙台駅 - 盛岡駅間の各駅に「はやぶさ」が停車するようになった。「はやぶさ」の全列車が宇都宮駅 - 盛岡駅間で最高速度320km/h運転となった。

北陸新幹線
- 長野駅 - 金沢駅の開業に先立ってE7系が「あさま」にて営業運転を開始した。なお、グランクラスは当面の間、客室乗務員は乗務せず座席のみの営業となっている。
- 北陸新幹線（東京駅 - 長野駅間）内においてデジタルATCの運用が開始され、所要時間が数分短縮された。

北海道
- 前年11月1日以降、一部の特急列車にて実施されている最高速度引き下げを「スーパー宗谷」においても実施。これによって札幌駅 - 稚内駅間の所要時間は5分から13分程度増加した。
- 北海道新幹線の工事進捗に伴い、海峡線の竜飛海底駅・吉岡海底駅（臨時乗降場）・知内駅が廃止された。これに伴い、この3駅を挟んでいた津軽今別駅 - 木古内駅間の駅間距離 74.8km（営業キロ）はJR旅客6社では最長となった。なお、これまでは石勝線・新夕張駅 - 占冠駅間の 34.3km（同）であった。

東日本
在来線特急列車
- 高崎線系統の特急列車（「草津」・「あかぎ」）は、臨時列車と後述する「スワローあかぎ」の一部を除いて185系から651系1000番台に置き換えられた。また、平日の朝・夕の通勤時間帯には全車指定席の「スワローあかぎ」が新設された。これに伴って「ホームライナー鴻巣」は廃止された。
- 宇都宮線（東北本線）では「ホームライナー古河」が廃止され、この時刻に普通列車を増発した。
- 特急「成田エクスプレス」は、「1号」の高尾発の編成が新宿発に、「9号」の新宿発の編成が高尾発にそれぞれ変更された。
- 特急「いなほ」にE653系1000番台が増投入され、485系で運転される定期列車は新潟駅 - 酒田駅間の2往復のみとなった。
- 後述する寝台特急「あけぼの」の臨時列車化に伴い、この列車が運転されていた時間帯に特急「つがる」が秋田駅 - 青森駅間で1往復増発された。また、大館駅発着の「つがる」2往復が弘前駅 - 青森駅間の普通・快速列車に置き換えられた。
- 特急「しなの」は、明科駅・聖高原駅への停車列車が見直された。
- 特急「踊り子」・特急「わかしお」の一部列車が廃止（臨時列車化）された。これに伴い、「踊り子」の間合い運用となっていた伊東線の185系による普通列車が消滅した。

首都圏在来線
- 中央線では「中央ライナー」1往復が増発された。
- 武蔵野線の「むさしの号」では、運転時刻の見直しが行われたほか、土曜・休日の夕方に八王子発大宮行きが1本増発された。また中央線内の国立駅・日野駅・豊田駅にも新たに停車するようになった。
- 南武線では、日中の快速運転区間が登戸駅から稲城長沼駅まで延長され、この時間帯の登戸駅発着の各駅停車は稲城長沼駅発着に延長された。
- 常磐緩行線では綾瀬駅 - 我孫子駅間において、日中の本数が1時間に5本から6本に増発された。なお、相互直通先の東京メトロ千代田線でも線内における日中の本数が1時間に10本から12本に増発され、このダイヤパターンの変更により小田急電鉄からの直通列車（特急ロマンスカーを除く）は日中はすべて我孫子駅の発着（3社直通運転）となった。
- 211系の宇都宮線・高崎線での定期運用が消滅し、211系のグリーン車の運用も消滅した。
- 宇都宮線宇都宮駅 - 宝積寺駅間と烏山線では、国内初の営業用蓄電池駆動電車であるEV-E301系の営業運転を開始した。
- 久留里線では久留里駅 - 上総亀山駅間の普通列車が削減された。
- 水戸線では、小田林駅・東結城駅ですべての列車が停車するようになり、線内で一部の駅を通過する普通列車は消滅した。
- 水郡線では、上菅谷駅 - 常陸太田駅間で日中に1往復が増発された。

その他の地区
- 長野地区では211系が増投入され、運用が拡大した。この車両によるJR東海管轄区間（中央本線塩尻駅以西・飯田線）への乗り入れを開始した。また中央本線の上諏訪駅 - 松本駅間で夕方に普通列車が1往復増発された。
- 仙山線では、快速1往復が普通に格下げされた。また、長期休止中の西仙台ハイランド駅と八ツ森駅（いずれも臨時乗降場）が廃止された。
- 仙石線では、あおば通駅発着の快速の約半数が普通に格下げられた。石巻駅 - 矢本駅間の普通1往復（18時台）が陸前小野駅発着に延長された。
- 常磐線では、いわき駅 - 広野駅間の運転時刻の見直しが行われた。
- 北上線では、北上発横手行きの最終列車がほっとゆだ行きに見直された。
- 田沢湖線では、普通列車のダイヤが一部見直され、上りにおける大曲駅から盛岡駅へ直通の普通が2本から3本になった。
- 五能線では、奥羽本線青森駅に直通する快速「深浦」（五能線内は各駅に停車）が五能線内の普通列車に置き換えられる形で廃止 され、青森駅から五能線に直通する列車は「リゾートしらかみ」（臨時列車）を除いて消滅した。
- 八戸線では、16時台の八戸駅 - 鮫駅間の普通1往復が削減されたほか、鮫発21時台終わりの八戸行きが廃止された。
- 大湊線では快速「しもきた」1往復が青森駅発着から八戸駅発着に変更された。

東海
名古屋地区在来線
- 名古屋地区では平日昼間5往復の中央線と愛知環状鉄道との直通列車が廃止された。
- 飯田線では、特急「伊那路」の間合い運用として373系が普通列車の一部にも充当されるようになった。

その他の地区
- 静岡地区では東海道線静岡発沼津行の「ホームライナー沼津」が1本増発された。
- JR東日本E233系が熱海駅 - 沼津駅間に乗り入れるようになった。

西日本
在来線特急列車
- 北陸地区では、東海道新幹線のダイヤ改正に合わせて一部の「しらさぎ」の時刻が変更された。
- 京阪神地区では、JR京都線・琵琶湖線（東海道線）の「びわこエクスプレス」で平日の夜間に大阪発草津行き1本が増発され、下り1本、上り2本の体制となった（いずれも土曜・休日は運休）。増発列車にはキハ189系を充当（「はまかぜ」6号の後に運用）。またJR宝塚線（福知山線）では朝に運行される「こうのとり」2号・4号・6号が西宮名塩駅に停車するようになった。
- 和歌山地区では、きのくに線（紀勢線）の太地駅に「くろしお」全列車が停車するようになった。
- 福知山地区では、「こうのとり」4号および「きのさき」4号／「まいづる」2号（綾部駅で併合）の運転時刻がそれぞれ約15分程度繰り上げられ、大阪・京都方面への通勤・通学の利便性が向上した。
- 米子地区では、鳥取大学前駅に「スーパーおき」「スーパーまつかぜ」が全列車停車するようになったほか、「やくも」1号が玉造温泉駅にも停車するようになった。

京阪神地区在来線
- JRゆめ咲線（桜島線）では、平日の朝方に線内運転のシャトル列車および大阪環状線からの直通列車を1本ずつ増発した。
- 阪和線では、「紀州路快速」の夜の列車が日根野駅 - 和歌山駅間で各駅に停車するようになった。また、きのくに線では和歌山駅 - 御坊駅間を中心に223系・225系の充当列車が拡大された。
- 大和路線（関西線）では、日中の王寺駅発着の快速を中心に列車の本数が削減され、王寺発の始発列車の時刻が4時半から4時半過ぎに、JR難波発の始発列車の時刻が4時台から5時台に繰り下げられた。

その他の地区
- 北陸新幹線の開業に伴う金沢駅 - 直江津駅間の第三セクター鉄道への移管を2015年春に控えた北陸線では、石川県内のすべての普通列車が金沢駅で系統分割された。また521系3次車が投入され、金沢駅 - 富山駅間では521系の充当列車が16本から49本に拡大された。
- 高山線の婦中鵜坂駅が臨時乗降場から常設駅に格上げされた。
- 伯備線では、早朝の岡山駅発着の普通上下各1本が倉敷駅発着（倉敷駅で山陽線の普通と接続）に変更されたほか、平日23時台の根雨発米子行き普通1本（気動車運用）が廃止（回送列車に変更）された。また車両運用の効率化などのため、新見駅 - 米子駅間の普通2往復が電車から気動車に置き換えられた。

四国
- 特急「いしづち」は新居浜発松山行き列車が「モーニングEXP松山」、伊予西条発高松行き列車が「モーニングEXP高松」に変更された。また、運用される8000系の車両編成が逆転し、グリーン車の位置が岡山・高松方から松山方に変更された。
- 特急「しおかぜ」と併結運転を行う特急「いしづち」は号数が「しおかぜ」に揃えられ、全区間単独運転の「いしづち」は号数を100番台とした。
- 特急「南風」・「あしずり」・「しまんと」では運転区間の変更や一部列車の削減が行われた。
- 特急「うずしお29号」が讃岐白鳥駅にも停車するようになった。
- 特急「むろと」・「剣山」は徳島線 - 牟岐線直通列車をそれぞれ徳島駅にて系統を分離した。
- 予讃線・高徳線では朝時間帯の土日祝運休の普通列車が毎日運転に変更され、快速「マリンライナー」への接続が改善された。
- 鳴門線では平日の朝方に普通列車が1往復増発された。
- 予讃線の伊予市駅 - 伊予長浜駅 - 伊予大洲駅間に「愛ある伊予灘線」の愛称が与えられた。
- 土讃線の阿波池田駅 - 土佐山田駅間の最終の見直しを行った。

九州
- 特急「かもめ」は夕時間帯に博多発佐賀行きが1本増発（定期列車に昇格）された。
- 787系6両編成にて運転されていた特急「かもめ」「みどり」・「きらめき」・「有明」の一部列車が7両編成となった。また、783系4両編成にて運転されていた特急「みどり」の一部列車が5両編成となった。
- 特急「有明」は、熊本駅発着を廃止し、吉塚駅・博多駅 - 長洲駅間で下り3本（夜間）・上り2本（朝）の運転となった。また、特急「きらめき」も昼間の一部列車が廃止された。
- 福岡地区の鹿児島本線では運転系統の再編が行われ、準快速は福間駅 - 小倉駅間で各駅停車となった。福間駅 - 二日市駅間の普通列車が減便された。
- 筑肥線では、平日の朝方に列車が増発されたほか、快速列車が土曜・休日にも九大学研都市駅に停車するようになった。
- 熊本地区では、鹿児島本線の快速「くまもとライナー」が西里駅にも停車するようになった。
- 大分地区では、日豊本線の亀川駅 - 大分駅間で普通列車が4本増発（このうち2本は運転区間の延長）されたほか、豊肥本線の大分発中判田行き最終普通列車が三重町行きに延長された。
- 鹿児島地区では、指宿枕崎線の快速「なのはな」が五位野駅にも停車するようになった。

貨物
- 95・94列車（札幌貨物ターミナル駅 - 梶ヶ谷貨物ターミナル駅間）の経路を東北本線・IGRいわて銀河鉄道・青い森鉄道経由に変更し、時間を大幅に短縮。特に下り列車は8時間弱の大幅短縮となった。
- 大阪貨物ターミナル発福岡貨物ターミナル行きの列車を新たに1本設定した。
- 北王子線（東京都北区）の紙輸送列車が運行を終了した。

夜行列車
- 今改正では上野駅 - 青森駅間の寝台特急「あけぼの」が定期列車としては廃止され、多客期運転の臨時列車に格下げとなった。これによって、国鉄時代から運行され続けてきた夜行旅客列車が全廃となった。なお、今改正で残ったブルートレインは上野駅 - 札幌駅間の「北斗星」1往復のみとなった。また、秋田駅を越えて運転される定期特急列車が消滅した。
- 急行「はまなす」は北海道新幹線の工事の関係で、下り列車の青森発時刻が繰り上げられた。

### 6月1日
JR東日本常磐線の木戸駅・竜田駅が営業を再開し、いわき駅 - 広野駅間の9往復で運転区間の延長が行われた。

### 7月12日
JR東日本の特急『いなほ』の使用車両がE653系に統一された。これに伴い、新潟駅 - 酒田駅間の所要時間が短縮された。

### 8月30日
JR北海道でダイヤ改正。
- 特急「スーパーとかち」と快速「エアポート」の最高速度が130km/hから120km/hに引き下げられた。これに伴い、JR北海道の特急・快速列車で130km/h以上の速度で運転を行う列車は本州へ乗り入れる「白鳥」・「スーパー白鳥」だけとなった。
- 車両や線路への負担軽減策として特急「スーパー宗谷」・「スーパーとかち」に使用しているキハ261系の車体傾斜装置の使用を取り止めた。これに伴い、両列車の所要時間が増加した。
- これに先立つ8月1日には、2013年7月6日の特急「北斗」14号発火事故の発生以来、使用を取り止めていたキハ183系（DML30HZ形エンジン搭載車）の使用を再開した。これによって、特急「北斗」7本と「スーパー北斗」1本、特急「サロベツ」の運転が再開された。
- 室蘭線系統では特急「すずらん」や普通列車の一部列車の運転時刻が変更された。朝の萩野発の普通苫小牧行きを東室蘭発に延長し、始発列車が繰り上がった。

### 12月1日
東海で軽微な修正。快速みえは、朝夕の一部の列車を除き、2両での運転に戻された。時刻に変更はない。

## 2015年（平成27年）

### 3月14日
四国を除く各社でダイヤ改正を実施。
新幹線
東海道・山陽・九州新幹線
- 「N700A」の追加投入およびN700系の改造工事の進捗により、東海道区間では23年ぶりに最高速度が引き上げられることになり、現行の 270km/h から 285km/h に引き上げられた。対象列車は朝晩の「のぞみ」8本（1本は臨時列車）および日中の上下1時間に1本の「のぞみ」29本で、この区間の所要時間が3分短縮された。このうち朝晩の4本（1本は臨時列車）は東京駅 - 新大阪駅間で最速2時間22分で結ばれることになった。
- 東京駅21時10分発新大阪行き「のぞみ」が定期列車になり、東京発21時台の「のぞみ」は最大4本（定期3本・臨時1本）運転されるようになった。
- 日中の山陽～東海道直通「のぞみ」の上りについて、広島駅における毎時の発車時刻がほぼ統一された。

上越・北陸新幹線
- 北陸新幹線・長野駅 - 金沢駅間が開業した。

- 新規開業区間には飯山駅・上越妙高駅（脇野田駅より改称）・糸魚川駅・黒部宇奈月温泉駅（新設）・富山駅・新高岡駅（新設）が設けられた。長野駅 - 上越妙高駅間はJR東日本、上越妙高駅 - 金沢駅間はJR西日本の管轄となった。なお、東日本・西日本の乗務員の交代は長野駅で行われることになった。
- 列車体系では、速達タイプの「かがやき」（全車指定席）を東京駅 - 金沢駅間で朝夕を中心に10往復、「はくたか」を東京駅 - 金沢駅間で14往復および長野駅 - 金沢駅間で1往復、「つるぎ」を富山駅 - 金沢駅間で18往復、それぞれ設定され、既存の「あさま」は東京駅 - 長野駅間で16往復の設定となった。
- 今回の開業に合わせ、前年3月のダイヤ改正より「あさま」で運用を開始した E7系 が本格的に運用を開始したほか、JR西日本でも E7系 と同一仕様の W7系 を投入して営業運転を開始した。なお、「あさま」の一部列車には引き続き E2系 が運用される。
- 今回の開業に伴い、並行在来線となる信越本線の長野駅 - 妙高高原駅間はしなの鉄道（北しなの線）に、同じく妙高高原駅 - 直江津駅間はえちごトキめき鉄道（妙高はねうまライン）に、北陸本線の金沢駅 - 倶利伽羅駅間はIRいしかわ鉄道に、倶利伽羅駅 - 富山駅 - 市振駅間はあいの風とやま鉄道に、市振駅 - 糸魚川駅 - 直江津駅間はえちごトキめき鉄道（日本海ひすいライン）にそれぞれ移管された。これに伴って、在来線特急列車の「はくたか」・「北越」、信越線快速・普通列車の「くびき野」・「妙高」が廃止された。

- 上越新幹線では、越後湯沢駅で接続していた在来線特急「はくたか」の廃止などに伴い、東京駅 - 新潟駅間の「とき」1往復および東京駅 - 越後湯沢駅間の「たにがわ」7往復がそれぞれ削減された。
- 大宮駅にすべての新幹線列車が停車するようになった。

北海道
- 711系の定期運用が終了した。
- 小樽発8時台の札幌行きのホームライナーが廃止された。

東日本
在来線特急列車
- 新潟地区では、前述の「北越」・「くびき野」の廃止などに伴い、元「フレッシュひたち」用のE653系1100番台（4両編成）による「しらゆき」が、新潟駅 - 上越妙高駅・新井駅（えちごトキめき鉄道）間に5往復（新井駅発着は2往復）新設された。
- 羽越本線の「いなほ」は、酒田発の始発を5時台前半に繰り上げた。
- 常磐線では、「スーパーひたち」が「ひたち」に、「フレッシュひたち」が「ときわ」にそれぞれ改称され、後述の「上野東京ライン」の開通に合わせて全74本中44本が品川駅発着になった（日中はすべて品川駅発着）。また高萩駅発着の2往復が勝田駅発着に見直された。「ひたち」の磯原駅・大津港駅に停車している列車は磯原駅停車に、勿来駅・植田駅に停車している列車は勿来駅停車にそれぞれ統一されたほか、「ときわ」を含めて一部列車の停車駅が見直された。また普通車・グリーン車を含めて全車指定席に変更された。
- 中央本線の「あずさ8号」新宿行きが東京行きに延長された。
- 「成田エクスプレス」は、成田空港駅発着の12時台に1往復が増発され、朝時間帯の1往復が削減された。また佐倉駅にも停車するようになった（上下各2本）。
- 房総地区では、「わかしお」の本数・区間の見直し、「さざなみ」の大幅な削減、「しおさい」の上下3本の廃止が行われ、「あやめ」は全廃となった。定期の「さざなみ」はすべて平日に東京駅 - 君津駅間の運転に統一されたほか、18時台の銚子発新宿行きの「しおさい」を19時台に繰り下げた上に東京行きに変更した。

首都圏在来線
- 「上野東京ライン」が開通し、新設区間の東京駅 - 上野駅間を経由して東海道本線と宇都宮線（東北本線）・高崎線との直通運転が開始されたほか、常磐線の一部列車が品川駅まで乗り入れるようになった。
- 京浜東北線では、前述の「上野東京ライン」の新設に伴って日中の快速が御徒町駅（土曜・休日ダイヤのみ）・神田駅（毎日）にも停車するようになった。
- 横須賀線の「おはようライナー逗子」・「ホームライナー逗子」がそれぞれ廃止され、その代替として平日朝方に逗子発千葉行き普通列車（総武線内快速列車）1本が増発された。
- 南武線では、稲城長沼駅の高架化および2面4線化に伴い、日中の快速運転区間がこれまでの川崎駅 - 稲城長沼駅間から全区間に拡大され（拡大区間では府中本町駅・分倍河原駅に停車）、土曜・休日ダイヤでは快速が1時間に3本に増発された。この時間帯の川崎駅 - 立川駅間の本数は1時間に8本（土曜・休日は9本、快速通過駅は6本）になった。
- 相模線では、横浜線を経由して八王子駅への直通列車が10往復から6往復に削減され、線内運転（橋本駅折り返し）に変更された。これに伴って横浜線では平日の東神奈川駅 - 橋本駅間の各駅停車1往復が八王子駅発着に変更された。
- 青梅線・五日市線では、平日ラッシュ時に中央線との直通列車が増発されたほか、平日夕方に青梅線～五日市線の直通列車が増発された。本数の見直しも行われ、青梅線では朝夕を中心に平日で上下7本・土休日には19本が削減された。五日市線では日中の本数が1時間に3本から2本に削減された。
- 川越線では、川越駅 - 高麗川駅間における日中の本数が1時間に3本（2本は八高線直通、1本は高麗川駅折り返し）から2本（いずれも八高線直通）に見直された。これに伴って八高線の八王子駅 - 高麗川駅間では日中の各駅における発車時刻が30分間隔に均等化された。
- 内房線では、平日に「特別快速」が東京駅 - 館山駅間に1往復新設されたほか、京葉線直通の通勤快速・快速が巌根駅にも停車するようになった。日中時間帯の君津駅折り返しの一部が木更津駅折り返しに変更された。
- 京葉線では、平日日中の東京駅 - 蘇我駅間の各駅停車のうち1時間に1本が快速に格上げされ、この時間帯の快速は3本となった。快速通過駅の停車本数維持のため、東京駅 - 海浜幕張駅間の各駅停車を1時間に1本増発し、この区間では1時間に7本が運行されるようになった。
- 成田線・鹿島線では、千葉駅 - 佐原駅間および佐原駅 - 鹿島神宮駅間の日中の運転間隔の見直しを行った。千葉駅 - 佐原駅 - 鹿島神宮駅間の直通便の下り4本・上り3本を佐原駅で分割した。銚子駅発着便が2往復増発になり、佐原発の上り2本が削減された。
- 常磐線では、特別快速が北千住駅にも停車するようになった。

その他の地区
- 新潟地区では、快速「くびき野」の代替として、新潟駅 - 新井駅（えちごトキめき鉄道妙高はねうまライン）間に115系3両編成による快速を2往復、新潟駅 - 糸魚川駅（日本海ひすいライン）間に485系6両編成による快速を1往復、朝に直江津発長岡行き快速1本（115系3両編成）が設定された。また快速「おはよう信越」・「らくらくトレイン信越」の編成が485系6両編成からE653系1100番台4両編成に変更された。 越後線では、内野駅 - 吉田駅間の日中の本数を1時間あたり1本に戻した。
- 仙台駅では、最終列車の時刻を0時02分（常磐線直通浜吉田行きは22時41分）に統一した。岩沼・白石方面の時刻も見直され、仙台空港線直通列車が23時に繰り下げられたほか、23時40分に岩沼行きが増発された。
- 仙山線では、快速の奥新川駅・面白山高原駅の停車（改正前は上り1本のみ）が取り止められた。
- 東日本大震災の影響により不通となっていた石巻線の浦宿駅 - 女川駅間が直後の3月21日に復旧し、石巻線は4年ぶりに全線での運転が再開された。
- 山形県内の奥羽本線（山形線）に天童南駅が開業した。
- 磐越西線では、普通車指定席連結の快速「あいづライナー」（485系）が車両の老朽化により全車自由席の快速（愛称名なし）（719系）に置き換えられる形で廃止された。
- 花輪線では、快速「八幡平」が普通列車に置き換えられる形で廃止された。鹿角花輪発盛岡行きの始発を5時台、荒屋新町発大館行きの始発を6時台（盛岡発5時過ぎ）にそれぞれ見直したほか、日中の盛岡駅 - 大館駅間の1往復が鹿角花輪駅 - 大館駅間の運転に短縮された。この改正にて北森駅が好摩駅方に 0.6km（営業キロ）移設された。
- 只見線の柿ノ木駅（臨時乗降場）が、この改正をもって廃止された。

東海
在来線特急列車
- 前述の北陸新幹線の開業および在来線の第三セクター移管に伴い、「しらさぎ」は全列車が金沢駅発着に統一された。また、8両編成が6両編成に見直された。

名古屋地区在来線
- 武豊線が3月1日に電化され、平日16時台に名古屋発の区間快速武豊行が1本増発されたほか、18時台～19時台に大府発の普通武豊行が3本増発され、大府駅における東海道線との接続も改善された。
- 東海道線（名古屋地区）では、平日8時台に名古屋発の普通岐阜行が1本増発された。また平日23時台には新快速名古屋発大垣行が1本増発され、快速列車を約15分間隔で運転する時間帯が拡大された。
- 関西線では、平日夕方の名古屋発の普通3本が2両編成から4両編成に増強された。
- 高山線・太多線では前述の武豊線の電化に伴い、キハ75形およびキハ25形が転属し、太多線では全定期列車で、高山線では約8割の定期列車でキハ40系およびキハ11形を置き換え、スピードアップを行った。

その他の地区
- 東海道線（静岡地区）では、平日20時台に沼津駅 - 静岡駅間でホームライナーが1往復増発された。

西日本
在来線特急列車
- 前述の北陸新幹線の開業および在来線の第三セクター移管に伴い、「サンダーバード」（和倉温泉駅発着の1往復を除く）・「しらさぎ」（全列車）は金沢駅発着に統一された。また「しらさぎ」は通常の編成両数が5両から6両に増強されたほか、「サンダーバード」では編成の方向転換を行ってグリーン車指定席の位置を「しらさぎ」と同じ金沢方とした。北陸線では福井駅 - 金沢駅間に「ダイナスター」を3往復（金沢行きは早朝、福井行きは夜間）新設したほか、七尾線では和倉温泉駅発着だった「サンダーバード」・「しらさぎ」・「はくたか」の代替として「能登かがり火」を金沢駅 - 和倉温泉駅間に5往復新設した。
- 北近畿地区では、朝7時台に京都発城崎温泉行き「きのさき」1本が増発された（従来は8時台から）。夜20時台に福知山発大阪行き「こうのとり」1本が増発されて大阪方面への最終の特急が19時台から繰り下げられた。
- 関空特急「はるか」は、平日夕方の関西空港行き5本について、後述の阪和線内のダイヤパターンの変更により所要時間が最大で16分短縮された。
- きのくに線（紀勢線）の「くろしお」は、椿駅の停車（上下各1本）が取り止められたほか、車内販売の営業を終了した。なお、今後381系の取り換えが予定されている。
- 伯備線では、寝台特急「サンライズ出雲」が備中高梁駅にも停車するようになった。

京阪神地区在来線
- 琵琶湖線・JR京都線では、平日6時台に野洲発大阪行き（姫路行き）と大阪発野洲行き（姫路発）の新快速が増発された。
- 大阪環状線では、夕方以降における列車体系の大幅な改善が行われ、大和路線（関西線）・阪和線・JRゆめ咲線（桜島線）との直通列車を1時間4本に増発したほか、京橋駅折り返しの列車を天王寺駅まで延長運転し、日中と同様15分サイクルの分かりやすいダイヤとした。特に大和路線直通列車では土曜・休日ダイヤにおける「大和路快速」の運転時間帯が20時台にまで拡大された。
- 大和路線では、大阪環状線直通の快速（大和路快速・区間快速）の増発に伴ってJR難波駅発着の快速の本数が削減されたが、23時台に奈良行きの快速を1本増発した。奈良駅 - 加茂駅間で列車の本数が見直された。普通電車も運転区間の見直しが行われた。
- 阪和線・関西空港線では、大阪環状線直通の（関空快速・紀州路快速）の増発に伴って、夕方に天王寺発の快速が増発された。この時間帯の普通列車の本数が削減された。日根野駅・和泉砂川駅での特急列車（「くろしお」・「はるか」）と快速列車との接続の改善を行った。平日早朝における関西空港行きの始発列車（天王寺発の関空快速）が5時台前半に繰り上げられた。
- きのくに線（紀勢線）では、平日朝に和歌山駅 - 海南駅間で普通1往復が増発された。
- 学研都市線（片町線）では、日中（平日はおおむね11時台 - 14時台、土曜・休日はおおむね12時台 - 14時台）の快速が区間快速に変更された。この時間帯の長尾駅（一部は松井山手駅）発着の普通電車は四条畷駅折り返しに変更された。
- 姫新線では、平日朝に余部発姫路行きの列車を1本増発したほか、姫路発播磨新宮行きの1本の時刻を繰り上げた。

その他の地区
- 金沢地区では、北陸新幹線との接続を図るため金沢駅 - 小松駅間の普通電車を増発（小松発5時台・金沢発23時台）した。これによって始発列車は小松発金沢行きが29分繰り上がり、最終は金沢発福井行きを29分（特急ダイナスターの時刻、普通列車では18分）、小松行きを55分それぞれ繰り下げた。七尾線では金沢駅 - 高松駅間で普通1往復（高松発は5時台、金沢発は23時台）が増発され、従来日祝運休だった1往復は毎日運転に変更された。七尾行きについては始発が9分繰り上げ、終電は25分繰り下がり、翌日に跨がるようになった。北陸線の寺井駅が能美根上駅に改称した。
- 岡山地区の山陽線では、快速「サンライナー」が東福山駅に新たに停車（下り10本・上り8本）するようになった。平日朝の利便性向上が行われ、倉敷発岡山行き普通1本（毎日運転の臨時列車扱い）を増発し、岡山駅 - 笠岡駅間の普通1往復が福山駅まで延長された。日中の岡山駅 - 糸崎駅・三原駅間直通の普通上下4本が福山駅で系統分割されたほか、午前の快速「サンライナー」1往復の運転が取り止められた。
- 宇野線・本四備讃線では、早朝の岡山駅 - 児島駅間の普通1往復の運転が取り止められ、これに伴って茶屋町駅 - 宇野駅間の普通1往復が岡山駅まで延長された。
- 芸備線では、新見発東城行き最終列車の時刻が22時台から21時台に繰り上げられた。
- 広島地区では、新型車両227系「Red Wing（レッドウィング）」が営業運転を開始したほか、広島市内に新白島駅が開業した。また岩国駅 - 下関駅間における水曜日運休列車（上下4本）が毎日運転に変更された。
- 美祢線では、登校日早朝の美祢発長門市行き1本と毎日昼前の厚狭発長門市行き1本の運転がそれぞれ取り止められた。

その他
- 京阪神地区と広島地区の在来線で本格的に路線記号を導入し、それに準拠した路線図や表示に更新された。

九州
福北ゆたか線（筑豊本線・篠栗線）の快速列車が増発され、全列車が柚須駅に停車するようになった。また、3両編成で運転される列車が増加した。九郎原駅は停車本数を見直した。
鹿児島本線の熊本駅と上熊本駅の高架化に伴い、快速「くまもとライナー」が普通列車に変更された。ただし、田原坂駅は引き続き通過となる。
筑肥線では福岡市地下鉄空港線直通運用から103系1500番台が撤退し、305系に置き換えられた。
大分駅では、各方面とを結ぶ普通列車を増発し、終電を23時40分に統一（幸崎行きは臼杵行き、向之原行きは庄内行きに延長）した。
宮崎地区・鹿児島地区でも一部の路線で普通列車が増発された。
「かもめ」・「ソニック」における車内販売の営業が終了した。
貨物
- 東京貨物ターミナル発福岡貨物ターミナル行きの列車を1本増発した。
- 大阪貨物ターミナル - 鳥栖貨物ターミナル間の列車を1200トンに強化した。
- 隅田川駅 - 大館駅間のエコ貨物列車を新たに設定した。
- 東京貨物ターミナル - 東福山駅間の直行貨物列車を設定した。
- 伯耆大山駅にコンテナホームを新設し、伯備線の貨物列車を伯耆大山駅・米子駅発着から伯耆大山駅発着に統一した。

夜行列車
- 北海道新幹線開業に向けた総合監査・検査等の実施による青函トンネルの夜間作業間合いの拡大や車両の老朽化に伴って寝台特急「北斗星」の定期運行が取り止められ、客車による定期の寝台特急列車（ブルートレイン）は消滅することになった。なお「北斗星」は臨時列車として同年8月まで運転された。
- 大阪駅 - 札幌駅間の寝台特急「トワイライトエクスプレス」（臨時列車扱い）が、3月12日（始発駅基準）を最後に運転を終了した。
- 3月13日東京発の下り列車をもって「サンライズ瀬戸」・「サンライズ出雲」のJR西日本車掌による越境乗務（米原駅～東京駅間）が終了 し、各社境界での交代となった。これにより国鉄時代から続く夜行列車の長距離越境乗務が全て消滅した。

### 3月30日
貨物でダイヤ改正が行われた。
「福山レールエクスプレス」を東京貨物ターミナル駅 - 東福山駅間で運行を開始し、2本体制となった。

### 5月30日
東日本でダイヤ改正を実施。
在来線
東日本大震災で一部区間が不通になっていた仙石線が全線復旧（東名駅・野蒜駅は移転）し、仙石東北ラインが開業。東北線と仙石線を結ぶ直通列車が設定された。またこれに関連して、以下の変更も行われた。
- 石巻線経由の直通快速が廃止された。
- 東北本線・仙台駅 - 松島駅間の運行本数の見直しが行われた。

### 10月3日
この日より、金沢 - 和倉温泉間で臨時特急「花嫁のれん」の運行を開始した。

### 10月31日
西日本の京阪神地区でダイヤ修正。
北陸新幹線開業に伴う在来線特急の再編で余剰となった元「しらさぎ」用の683系2000番台を直流化改造した289系が「くろしお」および「こうのとり」「きのさき」「はしだて」としてこの日より営業運転を開始、これにより381系がこれらから営業運転を終了した。

## 2016年（平成28年）

### 3月26日
各社でダイヤ改正を実施。
今回は大手私鉄各社でも後述する常磐緩行線のダイヤ改正の影響で、直通運転を行う東京地下鉄・小田急電鉄でも同日にダイヤ改正を実施したほか、東京急行電鉄・東武鉄道・西武鉄道でもダイヤ改正を実施している。
新幹線
東海道・山陽・九州新幹線
- 「N700A」の増備およびN700系の改造工事完了に伴い、東海道新幹線において285km/hで運転される列車が増加した。また、「のぞみ」の他「こだま」でも一部列車において285km/h運転を開始した。
- 東海道新幹線内にて行われていた車内改札（検札）が指定席・グリーン席車両において廃止された。
- 九州新幹線では朝時間帯の「つばめ」の時刻や編成両数が見直されたほか、週末のみ運転の「さくら」「つばめ」が新設された。

東北・北海道新幹線
- 北海道新幹線・新青森駅 - 新函館北斗駅間が開業し、東北新幹線との直通運転が開始された。
  - 新規開業区間には奥津軽いまべつ駅（3月25日付で海峡線の津軽今別駅を廃止し、同じ場所に新幹線の新駅として開業）・木古内駅・新函館北斗駅（同日付で渡島大野駅より改称）が設けられた。
  - 列車体系では、東京駅・仙台駅 - 新函館北斗駅間で「はやぶさ」を11往復、盛岡駅・新青森駅 - 新函館北斗駅間で「はやて」を2往復がそれぞれ設定された（いずれも全車指定席として運転）。
  - 北海道新幹線の開業にあわせて、新たにJR北海道が所有するH5系が営業運転を開始した。なお、北海道新幹線に乗り入れるのはH5系とJR東日本のE5系のみとなっている。また、H5系は東北新幹線内のみの列車にも運用される。
  - 今回の開業に伴い、江差線木古内駅 - 五稜郭駅間が道南いさりび鉄道に移管された。
  - 新幹線の開業に先立ち、在来線優等列車の特急「白鳥」・「スーパー白鳥」と急行「はまなす」が3月21日をもって運転を終了した。「白鳥」の廃止によって1964年から52年間続いていた485系の特急列車としての定期運行が終了し、「はまなす」の廃止によってJR線上から定期の急行列車が消滅した。なお、3月22日～25日は海峡線の新幹線設備切り替え工事の影響で青函トンネルを走行する旅客列車は終日運休となった。
  - 東北新幹線では、E5系・H5系で運転される「やまびこ」の東京駅 - 仙台駅間のみの列車について、グランクラスはシートのみの営業（アテンダントによる車内サービスはなし）に見直された。

上越・北陸新幹線
- 上越新幹線「とき」で、利用客数の多い東京駅14 - 16時台の列車を増発し、編成両数を増やした。
- 北陸新幹線の「はくたか」「あさま」のダイヤが昼間を中心に見直され、「はくたか」は長野駅で「あさま」に接続するダイヤとし、「はくたか」は長野駅 - 高崎駅間を途中無停車とする列車が増加した。

北海道
在来線特急列車
- 北海道新幹線の開業に伴い、札幌駅 - 函館駅間の特急「北斗」・「スーパー北斗」が3往復増発され、全列車が新函館北斗駅に停車するようになった。これに伴い、走行経路が従来の藤城線経由から仁山駅経由に変更された。車両も新たにキハ261系が投入された。
- 前述の急行「はまなす」の廃止に伴う代替として、札幌駅 - 東室蘭駅・室蘭駅間を運転する特急「すずらん」が1往復増発された。
- エル特急「スーパーカムイ」は新千歳空港駅への直通を取り止め、全列車が札幌駅発着となった。

その他
- 北海道新幹線の開業にあわせて函館本線五稜郭駅 - 新函館北斗駅間が電化され、733系を使用した快速「はこだてライナー」がこの区間に新設された。
- 札幌地区の在来線普通列車において列車の増発や、車両の増結が行われた。
- 利用の減少や運用されているキハ40系の老朽化による保有車両の削減に伴って、JR北海道管内の普通列車が全部で79本減便され、特に札沼線の浦臼駅 - 新十津川駅間では1日1往復（午前9時台）のみの運行となった。

- 宗谷本線では、名寄駅 - 音威子府駅 - 幌延駅 - 稚内駅間の運行時刻・本数が見直され、稚内行きの一番列車が音威子府発5時半、幌延発6時台終わりになった、また、幌延発朝6時台の名寄行きの一番列車が稚内始発（朝5時過ぎ）になった。音威子府発17時台後半の幌延行きを廃止した。
- 石北本線では、白滝駅 - 遠軽駅間および西留辺蘂駅 - 北見駅間で本数の見直しを行った。
- 釧網本線では、知床斜里駅 - 緑駅間の夜1往復および釧路駅 - 川湯温泉駅間の一部列車を廃止した。
- 根室本線では、午後の滝川発落合行きを廃止し、折り返しの落合始発滝川行きは新得始発となった。また、釧路発音別行きの最終を22時過ぎから21時半に繰り上げ、折り返しの音別発釧路行きも23時過ぎから22時半に繰り上げた。花咲線では、釧路発22時過ぎの最終を根室行きから厚岸行きに見直し（根室行きは釧路発18時台終わり）、根室発22時過ぎの最終を廃止した。これに伴い、厚岸発22時過ぎに釧路行きを新設した。
- 石勝線では、追分駅 - 新夕張駅 - 夕張駅間の本数を削減し、追分発20時台終わり・新夕張発21時台の最終夕張行きと夕張発22時の追分行きを廃止した。
- 室蘭本線では、苫小牧駅 - 糸井駅間の区間列車の本数を見直した。東室蘭駅 - 長万部駅間の列車本数を削減し（一部を豊浦駅折り返しに見直し）、長万部発東室蘭行きの最終を20時台から19時台に繰り上げた。
- 函館本線では、倶知安駅 - 長万部駅間の一部を蘭越駅折り返しに見直した。始発列車も倶知安・長万部発ともに6時台から5時台終わりに繰り上げ、熱郛発長万部行きの始発列車を廃止して時刻を繰り下げた。

- 石勝線十三里駅・東追分駅、根室本線（花咲線）花咲駅、石北本線上白滝駅・旧白滝駅・下白滝駅・金華駅、函館本線鷲ノ巣駅が廃止された。

東日本
在来線特急列車
- 高崎線を走る特急「草津」・「あかぎ/スワローあかぎ」は全列車が651系での運転となった。また、「あかぎ/スワローあかぎ」が1往復減便された。
- 特急「草津」は万座・鹿沢口駅発着から長野原草津口駅発着に見直された。
- 特急「あずさ25号」を新宿始発から東京始発に変更された。
- 青森駅 - 秋田駅間の特急「つがる」は2往復が減便された。

首都圏在来線
- 中央線快速では、立川駅 - 八王子駅・高尾駅間で、日中時間帯の運行本数の見直しを行った。
- 青梅線では、平日朝の立川駅 - 河辺駅間の1往復が青梅駅発着に変更されたほか、編成両数の見直しが行われた。なお、日中の青梅駅 - 奥多摩駅間における運転間隔が30分間隔から45分間隔に変更され、本数も4往復が削減された。
- 常磐線各駅停車 - 東京メトロ千代田線では、JR・東京メトロ・小田急電鉄の3社の車両がそれぞれ相互直通する運行形態に改められ（209系1000番台は小田急線には乗り入れない）、小田急線との直通列車が増発（日中1時間の本数が2本から3本に）された。また常磐線内から新百合ヶ丘駅以西の小田急小田原線（相模大野・本厚木方面）への直通列車（小田急線内は準急）が13年ぶりに復活した。
- 常磐線では、夜の水戸止まり1本を勝田行きに延長した。これに伴い、水戸線からの勝田行きは水戸止まりに見直された。
- 相模線では、上りの22時以降における運転間隔が見直されて、橋本発の最終列車の時刻が23時台後半に繰り下げられた。また、平日の帰宅時間帯における茅ケ崎駅 - 海老名駅間の1往復が橋本駅発着に延長された。
- 南武支線に小田栄駅が開業した。
- 上越線高崎駅 - 渋川駅間および信越線高崎駅 - 横川駅間において、運転本数の見直しが行われた。
- 常磐線・水戸線において415系の定期運用が終了した。

その他の地区
- 新潟地区ではE129系の増備に伴い、信越本線・上越線の一部列車でワンマン運転を開始した。また、上越線の新潟県内区間を走行する普通列車はすべてE129系での運転となった。これに伴い、上越線 - 信越本線を直通していた列車が長岡駅で分割された。
- 信越本線 - 飯山線直通列車のうち、長岡発7時台の列車が十日町行きから戸狩野沢温泉行きに変更された。
- 仙石線に石巻あゆみ野駅が開業した。
- 前述の特急「スーパー白鳥」・「白鳥」の廃止に伴って、津軽新城駅 - 新青森駅 - 青森駅間で普通列車が増発され、新幹線との接続が確保された。
- 山田線の大志田駅・浅岸駅が廃止された。

東海
在来線特急列車
- 高山線の特急「ひだ」のうち、従来富山始発だった「ひだ」18号が高山始発に変更され、新たに「ひだ」8号が富山始発となった。
- 長野駅 - 大阪駅運行の特急「しなの」9号・16号が従来の大阪駅発着から名古屋駅発着に変更され、JR3社を直通する在来線昼行特急列車が消滅した。なお、これに伴って日本で最長距離を運行する在来線特急列車は博多駅 - 宮崎空港駅間の特急「にちりんシーガイア」となった。

名古屋地区在来線
- 2009年10月の台風18号による災害で長らく不通となっていた名松線の家城駅 - 伊勢奥津駅間が復旧し、名松線は約6年半ぶりに全線での運転が再開された。

- 同線と紀勢線・参宮線への乗入れが終了し、全列車が松阪駅 - 伊勢奥津駅間で完結した運行となった。

- 紀勢線・参宮線に残存していたキハ40系が運用を終了し、JR東海では211系0番台の8両を除いて全車両がJR発足以降の車両となった。
- 名古屋地区のホームライナーは大垣駅 - 関ケ原駅間の運転を取り止めた。
- 大垣駅から京都・大阪・神戸方面への直通列車（3往復）が廃止（米原駅で系統分割）された。

- また、夕方以降を中心に大垣を跨いで米原駅を発着する快速列車が増発された。

- 平日朝ラッシュ時に岡崎～名古屋間で普通と快速を1本ずつ増発。
- 武豊線では、平日夕方において名古屋発着の区間快速の運転時間帯が前倒しされた。

その他の地区
- 「こだま」705号の所要時間短縮にあわせて、三島で接続する普通および同列車が接続する御殿場線・身延線の最終列車の利便性を向上させた。

西日本
在来線特急列車
- 北陸地区では特急「サンダーバード」が1往復増発、これにより金沢方面行きの始発が約30分繰り上げられたが、大阪方面行きの終電が12分繰り下がった。
- 関西国際空港の利用客増加を受けて、特急「はるか」は臨時列車であった日中の6往復が再び定期列車に変更され、1日30往復の体制に戻された。また朝の関西空港行き4本・夕方以降の京都方面行き10本が新たに高槻駅に停車するようになった。また、後述の特急「くろしお」の運転時刻変更に伴って日中以降の関西空港行きの運転時刻が15分繰り下げられた。
- 特急「くろしお」は新大阪駅を17時以降に発車するすべての列車が和泉砂川駅に停車するようになった。また、遅延波及防止対策として日中以降の白浜・新宮方面行き列車の運転時刻を15分繰り下げて新大阪駅における折り返し時間が10分から25分に拡大された。一部列車は京都駅への乗り入れを廃止した。
- 福知山地区では289系を使用する列車が特急「こうのとり」のみとなり、「きのさき」・「まいづる」・「はしだて」は京都丹後鉄道の気動車使用列車を除き287系での運転に統一された。
- 特急「はまかぜ」1・4号の竹田駅への停車が臨時停車から通年停車へと変更された。

京阪神地区在来線
- 兵庫県内（JR神戸線）に新たに摩耶駅・東姫路駅が開業した。
- JR京都線・JR神戸線では、日中の大阪駅における新快速・快速交互の発車時刻が等間隔化され、また普通電車の大阪駅における発車時刻も等間隔化された。なお前項の通り琵琶湖線区間からJR東海区間（大垣駅まで）への乗り入れ（3往復）が廃止（米原駅で系統分割）されたほか、日中における神戸線の新快速の赤穂線播州赤穂駅への乗り入れが廃止（姫路駅で系統分割）された。一部路線では運転区間の見直しが行われ、神戸線普通電車の一部を甲子園口行きおよび須磨駅折り返しに、宝塚線・学研都市線では夜の列車の運転区間の見直し（宝塚・塚口発および学研都市線快速1往復の区間快速化：松井山手駅発着普通電車を四条畷駅発着に見直し）が行われた。
- 高槻駅のホーム（1・6番のりば）が増設され、増設されたホームには前述の特急「はるか」および新快速（一部を除く）が停車するようになった。
- 大阪環状線では、土曜・休日の朝に大和路線（関西線）・阪和線との直通列車が増発された。これに伴い、環状列車の本数が見直された。
- 阪和線・関西空港線では、関西空港発23時台の天王寺行き関空快速2本を大阪・京橋行き（環状線内の今宮駅・芦原橋駅・野田駅は通過）へ延長したほか、土曜・休日の午前中に関空快速が2往復増発された。また前述の特急列車の時刻変更により、ダイヤが大幅に変わった。

その他の地区
- 広島地区では芸備線を除き、広島駅に発着する列車が3ドア車に統一。平日昼間の普通列車がすべて227系での運行となった。また山陽線では土休日のみ運転される快速列車が新設された。
- これまで山陽線岡山駅16時17分発徳山行きの371M列車として運行されていた列車が下関行き369M列車に変更され、最も長い距離を走る普通列車に返り咲いた。
- 岡山地区の吉備線に「桃太郎線」、宇野線に「宇野みなと線」の愛称がそれぞれ与えられた。

その他
- 前回の京阪神地区・広島地区に続き、岡山地区・山陰地区にも路線記号が導入され、それに準拠した表示に更新されている。

四国
- 特急「しおかぜ」・「いしづち」は8600系で運転する列車を増やし、全列車が電車での運転となった。これに伴い、宇和島駅への直通は廃止された。
- 特急「宇和海」は普通車のみの編成となった。また一部列車では自転車持ち込みサービスを開始した。
- 特急「南風」の全列車にグリーン車を連結した。
- 高徳線では朝5時台に三本松始発の高松行きを増発した（22時台の三本松始発の高松行きは廃止）。予讃線高松駅 - 多度津駅 - 観音寺駅間および土讃線多度津駅 - 琴平駅間・須崎駅 - 窪川駅間の最終列車の時刻を見直した。また、予土線では窪川駅 - 江川崎駅間の本数の見直しを行った[95]。

九州
- 「九州横断特急」は運転区間を熊本駅 - 大分駅・別府駅に縮小し、熊本駅 - 人吉駅間の運転を廃止した。また、特急「くまがわ」が廃止された。肥薩線ではこれらの列車の廃止に伴い、熊本駅 - 人吉駅間の快速列車4往復が新設されたほか、「いさぶろう・しんぺい」のうち1往復が熊本駅発着に変更された。
- 鹿児島中央駅 - 川内駅間の特急「川内エクスプレス」が廃止された。
- 鹿児島本線に西熊本駅が開業した。

夜行列車
- 前述の北海道新幹線の開業に伴い、上野駅 - 札幌駅間の臨時寝台特急「カシオペア」が3月19日上野発、3月20日札幌発の列車をもって運行を終了した。これに伴い、客車を使用した特急列車が全廃となった。

貨物
- 北海道新幹線の開業に伴って海峡線の電圧が交流25000vへ変更されたことで、青函トンネルを走行する貨物列車は全てEH800形での牽引となった。これに伴い、津軽海峡線で運用されていたEH500形は運用の場を本州以南に移した。
- 東京貨物ターミナル - 吹田貨物ターミナル間の列車を1往復増発した。
- 日本海縦貫線を走る貨物列車は全てEF510形やEH500形の牽引となり、これによって富山機関区のEF81形が定期運行を終了した[97]。

### 10月2日
西日本の京阪神地区でダイヤ改正を実施。103系が大阪環状線 - 大和路線間の直通快速運用から撤退した。

### 12月10日
東日本仙台エリアでダイヤ改正を実施。
- 常磐線相馬駅 - 浜吉田駅間の運転を再開し、原ノ町駅 - 仙台駅間の線路が震災後5年9か月ぶりにつながった。これに伴い、列車の運行本数が震災前の水準に戻った。小高発原ノ町行きの列車を6時台に増発した。
- いわき地区では、朝・夜の広野駅発着2往復を竜田駅発着に延長した。
- 仙石東北ラインの下り女川行き直通列車の仙台駅の発車時刻が20時台後半になった。

また、この改正に合わせて、北上線の平石駅・矢美津駅について、当年度冬季より冬季休業（全列車通過）になった。

## 2017年（平成29年）

### 3月4日
各社でダイヤ改正を実施。ただし、四国はごく一部の普通列車の時刻変更にとどまる。
新幹線
東海道・山陽・九州新幹線
- 「N700A」の増備に伴い、東海道区間内および東海道区間と山陽区間を直通する定期の「のぞみ」「ひかり」はすべてN700Aタイプの車両での運転となり、また山陽区間での新型ATCの導入に伴って所要時間の短縮が図られ、東京 - 博多間は最速4時間46分で結ばれるようになった。
- ほぼ毎日運転される臨時｢みずほ｣の運転開始。定期列車と合わせて8往復運転。
- 新大阪発20時過ぎ下り熊本止まりの「さくら」を新設（博多～熊本間は各駅に停車）。
- 朝7時台の熊本発博多行き「つばめ」1本を小倉行きに変更し、山陽新幹線区間に直通する「つばめ」が復活した。
- 2016年4月の熊本地震の影響で徐行運転が続いていた熊本 - 新八代間が所定の速度での運転となり、これで九州新幹線は全区間で通常の運行体制に戻された。

東北・北海道新幹線
- 「はやぶさ」が東京駅 - 仙台駅間で1往復増発された。

上越・北陸新幹線
- 「Maxたにがわ412号」の発着時刻を3時間ほど繰り上げた。

北海道
在来線特急列車
- 183系気動車（0番台）の廃車により車両が確保できないことへの対応として、特急「スーパー宗谷・サロベツ」合計3往復のうち2往復と、「オホーツク」4往復のうち2往復について、札幌駅 - 旭川駅間を廃止して特急「ライラック」（後述）との乗り継ぎとした。これに伴い、乗り継いでも特急料金を通算する制度が導入された。また、列車の名称も以下の通り運行区間に応じて変更された。
  - 札幌 - 旭川 - 稚内：「宗谷」（1往復、キハ261系）
  - 旭川 - 稚内：「サロベツ」（2往復、キハ261系）
  - 札幌 - 旭川 - 網走：「オホーツク」（2往復、キハ183系）
  - 旭川 - 網走：「大雪」（2往復、キハ183系）

- 札幌 - 旭川間の特急に789系電車（0番台、元スーパー白鳥用）を導入し、列車名を「ライラック」とした。同時に、それまでの「スーパーカムイ」に用いられていた789系1000番台による列車は「カムイ」に改称。「ライラック」にはグリーン車も設定された（「カムイ」は従来通り設定なし）。あわせて、785系電車がスーパーカムイ（カムイ）の運用から外れた。
- 特急「北斗」の1往復に261系気動車を導入。
- 「スーパーカムイ」「すずらん」に付けられていた「L特急」の名称を廃止し「特急」とした。
- 本改正にて、「スーパーおおぞら」の全列車および「スーパー北斗」「北斗」の一部列車での車内販売が取り止めとなった。

その他
- 函館本線の「ホームライナー」は上り（札幌発手稲行き）1本が廃止され、下り（手稲発札幌行き）のみの設定となった。
- 前年に引き続いて駅の廃止が進められ、美々駅（千歳線）・島ノ下駅・稲士別駅・上厚内駅（以上根室本線）・五十石駅（釧網本線）・東山駅・姫川駅・桂川駅・北豊津駅・蕨岱駅（以上函館本線）の10駅が、本改正にて廃止となった。

東日本
在来線特急列車
- 「成田エクスプレス」は、新宿・池袋方面発着列車が2往復増発されて10時台から18時台の新宿駅発着列車が約30分間隔になったほか、東京駅 - 成田空港駅間の3往復が6両編成から12両編成に増強された。
- 高崎線では、平日朝6時台に熊谷発上野行き「スワローあかぎ」1本が増発された。なお、平日夕方の「あかぎ」1本が廃止され、「あかぎ」は平日はすべて「スワローあかぎ」として運転されるようになった。
- 「草津」は、全列車の停車駅パターンが統一され、所要時間が最大13分短縮された。また「2号」の長野原草津口発が午前中から昼過ぎに繰り下がり、これに伴って「32号」（土曜・休日運転）の長野原草津口発も正午になった。
- 千葉地区では、「さざなみ1号」が姉ヶ崎駅にも停車するようになったほか、土曜・休日を中心に運転される「新宿さざなみ2号」の運転時刻が繰り下げられた。
- 中央線では、上野原駅・長坂駅において、すべての特急列車が通過となった。

首都圏在来線
- 中央線快速では、東京発22時台終わり（新宿発23時過ぎ）に快速を増発し、新宿始発の中央特快2本を東京始発に延長（東京発特別快速を0時まで拡大）、中野駅停車に統一した。また、18時台における高尾発大月方面行き列車の運転間隔が見直された。
- 南武線では、各駅停車と快速の待ち合わせ駅が、下りは武蔵溝ノ口駅から稲城長沼駅（土曜・休日の一部は武蔵中原駅）に、上りは稲城長沼駅から登戸駅にそれぞれ変更され、土曜・休日の快速の所要時間が短縮された。
- 千葉地区では、内房線の日中時間帯を木更津駅・君津駅で分割し、運行本数を見直した。同時に特別快速が廃止された。久留里線では久留里駅 - 上総亀山駅間の始発・最終列車の時刻が見直され、木更津行きの一番列車は久留里始発に短縮された。
- 烏山線では、全列車を蓄電池電車 EV-E301系「ACCUM」での運転に統一し、気動車（キハ40形）による運転が終了した。
- 両毛線では、朝時間帯に小山発桐生行き1本が増発された（これに伴って高崎発黒磯行きは小山行きに変更）ほか、日中の運転間隔が均等化された。
- 上越線・吾妻線では、高崎駅発着の一部列車が新前橋駅発着に変更された。これに伴い、新前橋駅で上越線・吾妻線系統と高崎駅発着の両毛線直通列車が接続する形となった。

その他の地区
- 新潟地区では、えちごトキめき鉄道糸魚川駅 - 新潟駅間を直通する快速（通称：糸魚川快速）が廃止され、同時に485系の定期運用がすべて廃止された。その代替として、土曜・休日の朝に直江津発長岡行きの快速1本（E129系）が設定された。また、上越線の上下各2本が新たに上越国際スキー場前駅に停車するようになったほか、信越本線では直江津駅 - 長岡駅間の4往復がワンマン運転に変更された。
- 飯山線では、夜間の列車の見直しが行われた。
- 仙台地区では、仙台駅 - 仙台空港駅（仙台空港アクセス線）間で本数増発と最終列車の繰り下げが行われた。また、仙石東北ラインの朝1往復が石巻あゆみ野駅にも停車するようになった。
- 磐越西線では、郡山駅 - 会津若松駅・喜多方駅間でE721系が投入され、一部列車でワンマン運転が開始された。また、快速列車の停車パターンが見直された（喜久田駅にはすべての快速列車が停車）ほか、郡山駅 - 磐梯熱海駅間で朝に普通1往復が増発された。
- 奥羽本線では、新庄駅～湯沢駅間の本数を見直した。また、大館駅～鷹ノ巣駅間の区間系統を気動車（花輪線列車の間合い運用）から電車に変更した。 なお、2012年度冬期より冬期休業（全列車が通過）となっていた赤岩駅はこの改正にて全列車が通年通過となった。
- 北上線では、普通列車の下り4本、上り2本が快速列車（小松川駅・平石駅・矢美津駅を通過）に変更された。
- 男鹿線では、交流蓄電池電車 EV-E801系「ACCUM」が投入され、秋田駅 - 男鹿駅間の2往復で営業運転が開始された。

東海
- 「ホームライナー沼津6号」「ホームライナー静岡3号」について、土休日の運転を廃止し、平日のみの運行とした。
- その他、東海道新幹線と東海道線（静岡地区）との接続が部分的に改善された。

西日本
在来線特急列車
- 「サンダーバード」は、一部列車の運転時刻を変更して金沢駅における北陸新幹線との接続が改善されたほか、朝の金沢行き4本、夜の大阪行き4本が新たに高槻駅に停車するようになった。

京阪神地区
- 琵琶湖線・JR京都線・JR神戸線（東海道線・山陽線）の新快速が、米原 - 姫路間で平日の一部列車（朝の京都発米原行きと夕方の大阪始発）を除いて全列車が12両編成で運転されるようになった。
- 嵯峨野線（山陰線）では、京都 - 嵯峨嵐山間で日中時間帯に普通を7往復増発し、この時間帯の普通電車は1時間に4本となった。
- 一部路線で運転本数・区間の見直しが行われた。

山陰(米子)地区
- 昼間の木次線と境線土休日の早朝の一部列車の列車時刻を見直し、列車同士の接続性の向上を図った。
- 2014年のダイヤ改正で気動車（キハ120系）に置き換えられた2往復のうち1往復が電車による運転に戻った。

山陽(広島)地区
- 可部線の可部駅 - あき亀山駅間が延伸開業し（実質的には2003年12月1日に廃止された区間が復活）、途中に河戸帆待川駅が設けられた。JR化後の廃線区間の復活は全国で初めてとなった。
- 山陽線に寺家駅が開業した。
- 芸備線では、三次駅 - 広島駅間で平日ダイヤと土休日ダイヤの2本立てとなり、土休日ダイヤでは普通列車3本が快速「みよしライナー」に格上げされた。
- 最も長い距離を走っていた山陽線岡山発下関行きの369M列車だったが、371M列車の岡山発緑井行き（土休日は岩国行き）に短縮された。

北陸地区
- 北陸線敦賀駅 - 金沢駅間でワンマン運転が開始された。

その他の地区
九州
在来線特急列車
- 肥薩線（えびの高原線）では、新たな観光特急「かわせみ やませみ」が登場し、熊本　- 人吉間で1日3往復が設定された（うち2往復は全車指定席）（前年3月のダイヤ改正で特急から格下げされた快速列車を再び特急に格上げする形で設定）。また熊本発着の「いさぶろう1号」「しんぺい4号」は熊本駅 - 人吉駅間を特急として運転されるようになった。
- 「かもめ」は、朝に佐賀発吉塚行き1本（土曜・休日は運休／鳥栖で「有明」に併結／博多駅 - 吉塚駅間は普通列車）、夜間に長崎発博多行き1本がそれぞれ増発されたほか、19時台の博多発佐賀行き1本が長崎行きに変更された。
- 宮崎発延岡行き「ひゅうが10号」が南宮崎始発に変更された。

その他
- 夕方の鹿児島本線植木駅 ｰ 熊本駅 - 八代駅間の普通列車を増発
- 平成28年熊本地震の影響で豊肥本線肥後大津駅 - 阿蘇駅間の復旧が未定になっていることから、熊本駅 - 肥後大津駅間における気動車列車を削減。これに伴い車両の転属も行われる。大分発22時台の列車を豊後竹田行き、23時台を三重町行きに統一し、利用の少ない方向の本数を見直した。（犬飼・中判田始発の大分行きを廃止）
- 若松線（筑豊本線）では、全列車を蓄電池電車BEC819系「DENCHA」での運転に統一し、気動車による運転が終了した。またこれに合わせて福北ゆたか線系統の折尾駅 - 直方駅間の列車と統合する形で若松駅 - 直方駅間を直通する列車が大幅に増えた。

貨物
- 「TOYOTA LONG PASS EXPRESS」を1本増発し、2往復体制とした。
- ネット通販の需要拡大に伴い、名古屋貨物ターミナル - 福岡貨物ターミナル間の専用貨物列車を新たに設定した。

### 4月1日
東日本の東北エリアでダイヤ改正を実施。
- 磐越西線に郡山富田駅が開業し、これに伴う時刻修正が行われた。
- 常磐線の小高駅～浪江駅間が復旧し、運行本数の増発が行われた。

### 5月8日
貨物でダイヤ改正を実施。
- 「福山レールエクスプレス」を名古屋貨物ターミナル駅 - 福岡貨物ターミナル駅間で新たに1本設定した。

### 7月22日
- 東武鬼怒川線に東武ワールドスクウェア駅が開業し、「スペーシアきぬがわ」の3号と6号が停車するようになった。

### 10月14日
東日本でダイヤ改正を実施。
- 黒磯駅構内の直流統一工事の進行に伴い、黒磯駅以北へ向かう普通列車を交直流電車（E531系）および気動車（キハ110系）に変更。同時に新白河駅でも普通列車の系統が分割され、交流電車は新白河駅以北でのみ運用されるようになった。
- 常磐線では、土浦駅・水戸駅発着系統の品川駅乗り入れを増やし、E531系の15両運転が増加した[117]。これに伴い、上野発8時台の見直しが行われた。また、特急「ひたち」・「ときわ」は朝の一部の列車を除いて大半が品川駅発着となった[117]。21日には富岡駅が営業を再開した（20日までは竜田駅発着で運転。）。
- 水郡線では、水戸発常陸大宮行きの最終を23時台に新設した。また、常陸大宮駅 - 常陸大子駅間の運行本数を見直した。

## 2018年（平成30年）

### 3月17日
各社でダイヤ改正を実施。
新幹線
東海道・山陽・九州新幹線
- N700A の増備に伴い、本改正でも東海道区間で 285km/h 運転を行う列車が増加し、一部の「のぞみ」の所要時間が短縮された。
- 早朝6時台に名古屋発東京行きの臨時「のぞみ90号」が設定された（土曜・休日および休日の翌日を中心に運転）。
- 「さくら」「つばめ」の一部列車の運転が取り止められ、九州新幹線の1日あたりの運転本数は125本から119本になった。

東北・北海道新幹線
- 「はやぶさ」は、午後に東京発仙台行き1本、新青森発東京行き1本がそれぞれ増発されたほか、東京発仙台行きの1本が新青森行きに変更された。また東京駅 - 盛岡駅間のE2系「はやて」の一部がE5系「はやぶさ」に変更され、所要時間が短縮された。

上越・北陸新幹線
北海道
在来線特急列車
- 特急「北斗」の183系気動車を新製した261系気動車で置き換え、札幌駅 - 函館駅間を運行する列車は「スーパー北斗」に統一された。これにより183系0番台14両を廃車する。

その他
- 釧網本線の快速「しれとこ」を「しれとこ摩周号」に改称。
- 極端に利用の少ない駅として、羽帯駅（根室本線）が廃止された。

東日本
在来線特急列車
- 中央本線では、「スーパーあずさ」の全列車（8往復）がE353系に統一された。なお、E353系自体は前年の12月23日に営業運転を開始している。E351系は定期運用を離脱した。
- 「スワローあかぎ」の高崎線内の停車駅が統一され、全列車が北本駅・鴻巣駅に停車するようになった。
- 房総地区では、グリーン車指定席以外で自由席のみの設定であった特急に普通車指定席が設定され、すべての列車に普通車指定席が設定されたほか、これまでの指定席設定列車についても指定席の両数が増やされた。なお、指定席では車内改札が省略された。また臨時特急「新宿さざなみ」は佐貫町駅の停車が取り止められ、「新宿わかしお」は鵜原駅・安房天津駅の停車が取り止められた。
- 「つがる」は全列車が浪岡駅に停車するようになった。
- JR・東武直通特急「きぬがわ4号・5号」が新たに東武ワールドスクウェア駅に停車するようになった。

首都圏在来線
- 京浜東北線・根岸線では、運行本数の調整が行われた。日本一早い始発列車だった柳ヶ浦発の始発列車が繰り下がったため、桜木町駅04時18分発の大宮行きが日本一早い始発になった。
- 高崎線では、平日夜間の上野行き通勤快速1本が普通列車に変更された。
- 中央線では、E351系使用の「中央ライナー」の1往復がE257系に変更された。
- 青梅線では、平日早朝に青梅発東京行き「青梅特快」1本が増発された。なお、青梅駅 - 奥多摩駅間では平日午後、土曜・休日夕方のそれぞれ1往復が削減された。
- 武蔵野線・京葉線では、平日朝ラッシュ時の本数を増発（吉川美南発列車の追加）した。また、蘇我発平日朝8時台の見直しが行われた。
- 総武快速線から成田空港行きの快速「エアポート成田」の愛称名が廃止された。
- 常磐緩行線 - 東京メトロ千代田線では、小田急電鉄の代々木上原駅 - 登戸駅間の複々線化完成に伴い、小田急との相互直通列車が朝夕を中心に増発されるなど運行体系の見直しが行われた。小田原線における相互直通列車（特急ロマンスカーを除く）の運転区間が本厚木駅から伊勢原駅まで延長（ただし小田原線から千代田線・常磐線方面行きの伊勢原始発列車は設定なし）、また小田急線内は各駅停車となる列車も初めて設定されたが、多摩線唐木田駅への乗り入れは平日午前中の1本（取手発唐木田行き／小田急線内は各駅停車）のみとなった。

その他の地区
- 信越本線の快速列車を大幅に見直した。
- 磐越西線では、「SLばんえつ物語」の始発駅が新津駅に変更された。新潟駅 - 馬下駅間の1往復を五泉駅折り返しに見直した。
- 北上線では、北上発5時半の横手行きが廃止された。
- 五能線では、運行本数の見直しが行われた。
- 羽越本線では、701系使用の酒田駅 - 鶴岡駅間1往復が廃止された。

東海
在来線特急列車
- 小田急電鉄から御殿場線へ直通の特急「あさぎり」は「ふじさん」（英語名： Mt.Fuji ）に名称変更され、運転時刻も利用しやすい時間帯に変更されたほか、多客期には「31号・32号」が運転されるようになった。
- 特急「（ワイドビュー）ひだ」は、午後に名古屋発車の列車が約2時間間隔での運転になったほか、最終の「19号」は名古屋発時刻が19時台から20時台に繰り下げられた。

名古屋地区在来線
- 中央線では、名古屋着22時以降の上り列車を終発まで10分間隔での運転とし、普通・快速ともに終発の時刻が繰り下げられた。
- 武豊線では、土曜・休日の朝方に運転されていた武豊発の快速名古屋行が区間快速に変更され、武豊線内はすべての列車が各駅に停車するようになった。
- 土休日の朝に刈谷発の普通名古屋行が1本増発された。

その他の地区
- 掛川駅では、東海道線から「こだま」への接続が改善された。
- 311系の静岡駅乗り入れが復活した。

西日本
在来線特急列車
- 「くろしお」は、新大阪駅 - 和歌山駅間で3本が増発（新大阪行きは早朝に1本、和歌山行きは夕方と夜間にそれぞれ1本ずつ）されて定期列車は1日18往復の運転となったが、京都駅 - 新大阪駅間は2往復から1往復に、白浜駅 - 新宮駅間は7往復から6往復にそれぞれ削減された。
- 「こうのとり」は、福知山発12時以降の大阪方面行き列車の時刻がおおむね1時間間隔に見直された。

京阪神地区在来線
- JR京都線にJR総持寺駅が、おおさか東線に衣摺加美北駅がそれぞれ開業した。
- 琵琶湖線・JR京都線では、土曜・休日の午前中に草津発大阪方面行きの新快速が2本増発された。これに伴い、湖西線からの新快速は一部が大阪止まりに見直された。
- 阪和線では、天王寺駅 - 日根野駅間のすべての快速・普通が223系・225系で運転されるようになったほか、平日21時台に大阪環状線からの直通列車が1本増発された。なお、新大阪発着の阪和線快速（和歌山方面行き）は運転が取りやめられた（前述の特急「くろしお」に格上げ」）。鳳駅 - 東羽衣駅間（通称：羽衣線）は223系・225系4両編成での運転となった。

その他の地区
- 三江線の廃線間近に伴う駆け込み需要のため、江津駅 - 浜原駅間の列車と口羽駅 - 三次駅間の列車を江津駅 - 三次駅間の通し運転に変更した。

四国
- 8600系で運転される「しおかぜ」「いしづち」をそれぞれ1往復ずつ追加。
- 「うずしお」は高松発6時台に1本新設（23時台1本は廃止）。また、この新設分を含めた1往復は2600系で運転し、2600系使用列車は4往復となった。
- 「南風21号」が新たに宇多津駅に停車するようになった。
- 「南風リレー号」が全列車が快速列車に種別が変更された。
- 鳴門線では徳島ヴォルティスのナイトゲーム時に運転されていた鳴門発22時台の臨時列車を定期化。
- 予土線では、宇和島発22時台の近永行きを廃止（21時台に繰り上げ）。
- 「むろと1・4号」の運転時刻を大幅に繰り上げ。
- 2000系試作車（TSE編成）が改正当日の「宇和海2号」をもって運用離脱。

九州
高速道路の延伸に伴う他輸送機関との競争激化、人口減少や少子高齢化の進行により厳しい経営環境が続くことを踏まえ、1987年4月の会社発足以来最大規模となる輸送体系の見直しが行われた。そのため、今回の改正にあたりJR九州では「ダイヤ改正」ではなく「ダイヤの見直し」という表現を用いている。
在来線特急列車
本改正にて24本が削減され、277本の運転となった。
- 「有明」は、平日朝に大牟田発博多行き1本が運転されるのみとなった。
- 「きらめき」は、日中の9本（博多行き5本、小倉行き4本）の運転が取り止められたほか、博多発0時過ぎの小倉行きは毎日運転から「土曜・休日の前日」の運転に変更された。
- 「かもめ」は、日中の2往復が臨時列車に格下げされたほか、深夜帯の博多駅 - 佐賀駅間1往復および長崎発諫早行き1本の運転が取り止められ、これに伴って長崎発博多行き最終は21時台終わりに繰り下げられた。
- 「みどり」は、博多発佐世保行き最終の時刻が22時半過ぎに繰り上げられたほか、佐世保発博多行き最終も20時台に繰り上げられた。また早岐駅 - 佐世保駅間では「みどり」の普通車自由席を乗車券のみで利用できる特例が設けられた。
- 「ソニック」は、朝晩の博多駅 - 大分駅間1往復を中津駅発着、佐伯駅発着の1往復も大分駅発着にそれぞれ見直した。また、柳ヶ浦駅発着の1往復を小倉駅発着に見直し、「きらめき」に編入した。
- 「にちりん」は、宮崎発の上り最終（26号）が大分行きから延岡行き短縮した上でひゅうが4号に変更、佐伯発大分行きのにちりん102号を新設した。

- 「はやとの風」は、毎日運転から主に多客期に運転する季節列車に変更された。

その他
- 九州管内の多くの路線で、始発・最終列車の見直しが行われた。特に、朝4時台前半に設定され、「日本一早い始発列車」であった柳ヶ浦発の普通列車が4時49分に繰り下がった。
- 鹿児島本線では従来の「準快速」を廃止し、替わって「区間快速」を新設する。また快速は、スペースワールドの閉園に伴い、従来停車していたスペースワールド駅を通過する｡また普通列車の鳥栖駅での系統分割が進み、昼間時間帯の博多方面からの普通・快速電車は羽犬塚駅（または荒木駅）での折り返しになった。
- 日豊本線の佐伯駅 - 延岡駅間を運行する列車が、朝に1往復・夜に上り1本の計3本まで削減された。

貨物
- 吹田貨物ターミナル駅 - 陸前山王駅間のコンテナ貨物列車を新たに設定した。
- コキ50000形貨車の運用が終了した。

東海管内の「しなの」・「ひだ」・「しらさぎ」の「エル（L）特急」の表記が廃止され、国鉄時代から続いていたエル特急は消滅することになった。

### 4月1日
東日本でダイヤ修正。両毛線あしかがフラワーパーク駅の開業に伴う一部時刻の修正が行われ、最繁忙期に運転される臨時列車の停車駅が富田駅からあしかがフラワーパーク駅に変更された。
西日本では、三江線が前日の運行をもって廃止された。廃止に伴い、山陰線と三江線を直通していた列車について、全てが江津駅発着となった。

### 4月15日
東日本でダイヤ改正。新潟駅の在来線高架ホームの一部使用を開始し、新幹線 - 在来線の同一ホーム乗換えが開始された。これに伴い、新潟駅における一部列車の発着ホームが変更された。

### 7月14日
九州でダイヤ変更。
九州
- 久大本線が全線で運転再開。これにより、「ゆふいんの森」の運行ルートが元に戻った。

## 2019年（平成31年・令和元年）

### 3月16日
各社でダイヤ改正を実施。5月1日に令和への改元を控えていたため、平成最後のダイヤ改正となった。
新幹線
東海道・山陽・九州新幹線
- N700A の増備に伴い、本改正でも東海道区間で 285km/h 運転を行う列車が増加し、「のぞみ」70本の所要時間が3分短縮された。これにより、東京駅 - 博多駅間を4時間台で結ぶ「のぞみ」も大幅に増えた。
- 「みずほ」が新大阪駅 - 鹿児島中央駅間で1往復増発され、定期の「みずほ」は7往復となった。また、久留米駅・川内駅に上下1本ずつが（定期列車として）新たに停車することになった。
- 九州区間における車内販売が、本改正にて取り止めとなった。

東北・北海道新幹線
- 青函トンネル内における最高運転速度が 140km/h から 160km/h に向上、新青森駅 - 新函館北斗駅間の所要時間が最大で4分短縮され、これにより東京駅 - 新函館北斗駅間の「はやぶさ」が最速3時間58分（下り2本、上り1本）で結ばれることになった。
- 東京発盛岡行き「はやて」1本が E5系「はやぶさ」に置き換えられ、東京駅 - 盛岡駅間における定期の「はやて」は消滅することになった。

上越・北陸新幹線
- 上越新幹線にも E7系 が投入され、東京駅 - 新潟駅間の「とき」4往復、東京駅 - 越後湯沢駅間の「たにがわ」1往復に使用されることになった。なお、グランクラスはアテンダントによる車内サービスは行われずシートのみの営業となる。

- これにより、NGT48の曲のタイトルにもなっていた「Maxとき315号」が消滅した。

北海道
在来線特急列車
- 「スーパー北斗」の一部を261系気動車に置き換えた。
- 「スーパー北斗」の下り（札幌行き）最終となる23号は、他の「スーパー北斗」全列車が停車している南千歳駅を通過とし、代わって千歳駅に停車するよう変更された。これにより千歳始発の普通列車へ接続が可能となった。
- 「スーパーおおぞら」の停車駅を増やし、1本が新規にトマム駅に停車（これによりすべての「スーパーおおぞら」が停車）、3本が新規に追分駅と新夕張駅に停車する。これに合わせ、同区間で普通列車を減便する（後述）。また夕張市在住者を対象とした「特急券代用証」を発行し、特急料金なしで新夕張駅 - 追分駅または南千歳駅の利用を可能とする。

その他
- 利用が極端に少ない駅の計画的な廃止として、根室本線の直別駅・尺別駅・初田牛駅が廃止された。
- 「はこだてライナー」の時刻を変更し、新幹線各駅と函館駅との所要時間を短縮した。
- 札沼線（学園都市線）では、列車の運行区間延長により北海道医療大学駅発着列車を増やしたほか、夜間の札幌方面の列車を増発した。
- 石勝線の追分駅 - 新夕張駅では、上記の特急列車の停車拡大に合わせ、普通列車5本を減便した。
- 特別快速「きたみ」の下り（北見行き）の時刻を繰り上げた。
- 石勝線夕張支線廃止に伴う駆け込み需要のため、3月31日までの期間限定で列車を増発した。

東日本
在来線特急列車
- 中央線系統で、運行体系の大幅な変更が行われた。

- 定期の「あずさ」「かいじ」は使用車両をE353系に統一し、後述の停車駅の見直しなどにより所要時間の短縮が図られた。これに伴い、「スーパーあずさ」の名称は廃止された。
- 「かいじ」の号数付番は101号スタートから1号スタートに改められた。
- 新宿駅から富士急行線河口湖駅に直通する「富士回遊」（ふじかいゆう）が2往復新設された。E353系3両編成で、新宿駅 - 大月駅間は「かいじ」と併結して運転。
- 夕方の新宿発「かいじ」1本が、が東京発に変更された。
- 平日の通勤時間帯、「はちおうじ」が東京駅 - 八王子駅間（下り6本、上り2本）で、「おうめ」が東京駅 - 青梅駅間（1往復）でそれぞれ E353系により新設された。これに伴い、「中央ライナー」「青梅ライナー」は運転が取り止められた。
- 本改正にて、すべての特急列車が四ツ谷駅・三鷹駅を、すべての「あずさ」が塩山駅・山梨市駅・石和温泉駅を通過することとなった。また富士見駅・上諏訪駅・下諏訪駅・岡谷駅・塩尻駅でも通過列車が増え、特に下諏訪駅では停車列車がこれまでの 16本から4本に激減された。
  - この停車駅の見直しが甲州市・山梨市・笛吹市・諏訪市などで猛反発があったことなどから、翌年(2020年)3月のダイヤ改正で停車駅が見直されることとなった。

- 本改正で「はまかいじ」「ムーンライト信州」「ホリデー快速富士山」「快速富士山」「快速山梨富士号」と、「成田エクスプレス」の河口湖乗り入れが一挙に廃止された。
- これらの各特急では本改正にて、普通車のすべての座席が指定可能となるなどの新たな着席サービスが導入された。

- 奥羽本線の「つがる5号」は運転時刻が夜間から夕方前に繰り上げられ、新青森駅で東京行き新幹線「はやぶさ」との接続が可能になった。また信越本線の「しらゆき9号」は上越妙高発時刻が21時台から20時台に繰り上げられ、長岡駅で東京行き新幹線「とき」との接続が可能になった。

首都圏在来線
- 山手線品川駅の留置線が廃止されたため、内回りの品川行き終電が大幅に繰り上がった。
- 常磐緩行線発唐木田行きの列車が北綾瀬始発に変更された。
- 1往復設定されていた両毛線からの宇都宮駅発着の列車が廃止、小山駅までに短縮された。
- 常磐線では、夜間の土浦駅 - 水戸駅・勝田駅間の運転本数が見直された。
- 本改正で中央線快速に転属した209系1000番台が運行を開始した。また、立川始発の普通列車は、豊田・高尾始発に、午前の立川行きも高尾止まりに見直された。

その他の地区
- 189系使用「おはようライナー」が廃止され、代わりに211系使用の快速が設定された。
- 東北線では、黒磯発、白河行きの終電が、23時から21時台に繰り上がった。

東海
- 東海道線（名古屋地区）では、平日の夕方における金山始発の下り特別快速2本が岡崎始発に変更された。

西日本
在来線特急列車
- 北陸線では、「サンダーバード」が夜間に大阪駅 - 金沢駅間で 1往復増発された。また、福井駅 - 金沢駅間の「おはようエクスプレス」「おやすみエクスプレス」は運転区間が敦賀駅 - 金沢駅間に拡大された。
- JR神戸線（東海道線・山陽線）の通勤時間帯に「らくラクはりま」が大阪 - 姫路間に1往復新設された（土曜・休日は運休）。また、夕方に運転される「はまかぜ5号」の停車駅に西明石駅・加古川駅が、「スーパーはくと13号」の停車駅に神戸駅・西明石駅・加古川駅がそれぞれ追加された。
- 「くろしお」の日根野駅停車本数が拡大され、定期列車全18往復のうち白浜・新宮方面行きは16本が、新大阪・京都方面行きは15本が同駅に停車することになった。

京阪神地区在来線
- おおさか東線の新大阪駅 - 放出駅間が開業（鴫野駅 - 放出駅間は学研都市線（片町線）に併設）し、新大阪駅 - 久宝寺駅間の全線が開業した。

- 新規開業区間には南吹田駅・JR淡路駅・城北公園通駅・JR野江駅が設置された。
- 線内運転の普通列車以外に、新大阪駅からおおさか東線・大和路線（関西線）を経由して奈良駅とを結ぶ「直通快速」（207系もしくは 321系）が1日4往復（平日は朝方に新大阪行きを4本、夜間に奈良行きを4本／土曜・休日は午前・午後に2往復ずつ）設定された（おおさか東線内は放出・高井田中央・JR河内永和に停車）。これに伴い、これまで奈良駅から大和路線・おおさか東線・JR東西線を経由して尼崎駅とを結んでいた「直通快速」は運転が取り止められた。

- 琵琶湖線・JR京都線・JR神戸線（東海道線・山陽線）では有料座席サービス「Aシート」が導入され、野洲駅 - 姫路駅・網干駅間の新快速 2往復に設定（12両編成のうち1両）された。
- 和歌山線・万葉まほろば線（桜井線）で 227系（1000番台）が営業運転を開始した。以降同年秋までに順次105系・117系と置き換える予定。
- 京都市内の嵯峨野線（山陰線）に梅小路京都西駅が開業し（普通列車のみ停車）、京都鉄道博物館などへのアクセスが向上した。また、学研都市線の東寝屋川駅が寝屋川公園駅に改称された。
- 舞鶴線の特急接続普通・快速列車「リレー号」の愛称が廃止された。

その他の地区
- 山陽線では、広島地区の227系の投入完了や非常時における運用乱れの防止政策（前年の7月豪雨では岡山・広島支社所属車両がそれぞれ管轄外にとどめ置かれていた）に伴い、岡山地区と広島地区を直通する普通列車が糸崎駅もしくは三原駅にて系統分割する形で廃止となった。
- 岡山地区では、快速「サンライナー」の朝方2本（いずれも福山発岡山行き）が普通列車に変更された。また宇野線・本四備讃線では岡山駅からJR四国管内へ直通する普通列車が廃止（すべて児島駅折り返しに変更）され、瀬戸大橋を乗車券のみで渡れる列車は快速「マリンライナー」のみとなった。
- 広島地区では、227系（レッドウイング）の投入が完了し、山陽線（三原駅 - 岩国駅間）・呉線・可部線の全列車が同系での運転になり、またこれらでは平日ダイヤと土曜・休日ダイヤが統合された。

四国
在来線特急列車
- 松山駅を9時 - 16時台に発車する特急「しおかぜ」から「のぞみ」への接続が改善され、松山・新居浜方面から東京・新大阪方面への所要時間が大幅に短縮。
- 「南風19号」が宇多津駅に停車
- 「しおかぜ・いしづち21号」の併結駅を宇多津駅から多度津駅に変更
- 一部の「南風・しまんと」の運転区間を変更
- 「剣山6号」の運転時刻を変更
- 「うずしお33号」がオレンジタウン駅に停車
- 牟岐線パターンダイヤ導入による影響で、「むろと」が朝の上り1本、夜の下り1本を除いてなくなり、牟岐駅 - 海部駅間への乗入れもなくなった。「ホームエクスプレス阿南」も廃止された。
- 指定席を増加

在来線普通列車
- 徳島駅 - 阿南駅間の9時 - 19時台、阿南 - 海部駅間の10時 - 15時台に運転する普通列車の発車時刻を統一。また、徳島駅 - 阿南駅間を運転する普通列車を8本増発。
- 上述したとおり、瀬戸大橋線を通る普通列車が廃止された。これにより、113系が運用を終了した。同年2月までに121系の7200系への改造も完了しているため、JR四国管内の営業線から直流直巻電動機を搭載した電車は姿を消した。

九州
- 筑肥線に糸島高校前駅が開業した。
- 香椎線では、すべての列車が蓄電池電車 BEC819系「DENCHA」での運転となった。
- 日豊本線（大分地区）では平日の夕方に佐伯発臼杵行き普通が増発されたほか、吉都線では平日夜間に都城発吉松行き普通が増発（臨時列車の定期化）された。
- 福岡地区の鹿児島本線では821系電車の運用を開始した。
- 肥薩おれんじ鉄道線直通快速「スーパーおれんじ」の熊本乗り入れ、「オーシャンライナーさつま」の鹿児島中央乗り入れが廃止となり、線内のみの運行となった。

貨物

### 3月23日
- 山田線の宮古 - 釜石間が廃止され、三陸鉄道へと引き継がれた。

### 4月1日
- 前日に石勝線夕張支線の新夕張 - 夕張間が廃止され、普通列車はすべて新夕張発着となった。

### 4月20日
- 常磐線にJヴィレッジ駅が開業した。開業当初は臨時駅だった。

### 10月27日
- 成田国際空港の営業時間拡大に伴い、成田線成田空港駅23:45発、空港第2ビル駅23:47発の毎日運転扱いの臨時快速千葉行きを設定。終点の千葉駅で各駅停車津田沼行きに接続する[151]。

### 11月30日
東日本の埼京線・川越線、東京臨海高速鉄道りんかい線、相鉄各線などでダイヤ改正。内容は下記の通り。
相鉄線も絡む大規模ダイヤ改正であるため、相鉄本線・いずみ野線の改正内容も一部含まれる。
- 相鉄新横浜線の西谷駅 - 羽沢横浜国大駅間が開業した。相鉄本線海老名駅 - 埼京線新宿駅（一部は川越駅）間で相互直通運転開始。平日の朝ピークに1時間4本程度の上り列車を運転するなど46往復92本を運転。
- なお、りんかい線も含めて平日朝の通勤・通学時間帯の上り列車のうち最も海老名・新木場寄りの10号車を女性専用車両とする。
  - これに伴い、相鉄線の女性専用車両を4号車から10号車（8両編成は8号車）に変更し、夕方以降の下り列車での実施は取りやめる。
- 埼京線・りんかい線の弱冷房車を4号車から相鉄線に合わせて9号車に変更。
- 相鉄線では、朝時間帯に鶴ヶ峰駅と西谷駅に停車する通勤特急と通勤急行を新設し、日中の急行を特急に置き換えた。
  - 特急と快速の停車駅に西谷駅を追加し、JR線直通列車との接続を図る。
- 上り湘南ライナーを1本減便。
- 平日早朝帯の池袋駅 - 新宿駅間を3往復増発し、新宿駅を発着する初電の時刻を30分ほど繰り上げる。
- 平日朝通勤時間帯の新宿 - 大崎間を2往復増発し、りんかい線と直通する初電の時刻を30分ほど繰り上げる。
- 日中帯の運転本数を適正化。武蔵浦和駅 - 大宮駅間では快速を各駅に停車させ、各駅停車と交互に3本/1時間の運行にする。大崎駅と西大井駅を相互に停車する列車が2本/1時間から4本/1時間に増発する。
- 平日夕夜間帯（17時台 - 22時台）下り列車の1時間の本数は大崎駅 - 新宿駅間で5 - 6本に、新宿駅 - 赤羽駅間で12本とする。
- 川越行最終列車の新宿発時刻を5分繰り下げる。
- 横浜羽沢駅で着発線荷役方式の運用を開始した。